# Тельо, Хулио Сесар
Ху́лио Се́сар Те́льо Ро́хас (исп. Julio César Tello Rojas, 11 апреля 1880, Уарочири, Перу — 7 июня 1947, Лима) — перуанский археолог и антрополог, врач по образованию. Известен как первооткрыватель археологических культур Чавин и Паракас, основатель Перуанского археологического музея. Первый перуанский археолог — представитель коренного населения страны.
По материнской линии принадлежал роду курака, управлявшему Уарочири со времён империи инков. Несмотря на бедность, получил полный цикл образования, в 1908 году защитил бакалаврскую диссертацию о сифилисе в Древнем Перу. Диссертация была основана на материале коллекции костяков и мумий, собранных самим исследователем. В 1909—1911 годах обучался в магистратуре Гарвардского университета, получив степень по антропологии. Представлял Перу на международных конгрессах американистов в 1912, 1915, 1928 и 1939 годах. Являлся первым дипломированным археологом и антропологом в стране, с 1913 года регулярно занимался раскопочной деятельностью. В 1918 году защитил диссертацию на соискание степени доктора философии. Избирался депутатом Конгресса Республики Перу в 1913—1918 и 1919—1929 годах, что позволяло ему отстаивать интересы академического сообщества. В 1924 году возглавил оба археологических музея в Лиме (Национальный и университетский).
В общей сложности участвовал в сорока раскопочных сезонах на всех территориях Перу. Важнейшим открытием Х. Тельо являлась культура Чавин, которую он провозгласил «матрицей» развития последующих перуанских культур высокогорья, определив существование «горизонта Чавин», раскопками которого занимался с 1919 года. Также известен раскопками в некрополе Паракас, которые велись с 1924 года. Полемизировал с Максом Уле, доказав, что высокогорные цивилизации Древнего Перу предшествовали культурам побережья — Моче и Наска. Далее Тельо предложил гипотезу формирования древней перуанской цивилизации в Амазонской низменности, откуда её носители осваивали горные регионы (раскопки в Котоше). Концепция была обобщена в монографии 1939 года «Происхождение и развитие доисторических цивилизаций Анд». Также занимался исследованием культового центра инков в Пачакамаке (1940—1946). Инициатор создания археологических заповедников в Перу.
Великий офицер ордена Солнца Перу (1921). Посмертно в 1965 году награждён перуанским орденом Магистерских пальм.

## Биография

### Годы становления (1880—1909)

Хулио Тельо в зрелые годы с матерью Марией Асунсьон Рохас

Хулио Сесар Тельо родился 11 апреля 1880 года в горной индейской общине Паллинке в Уарочири и стал предпоследним ребёнком своих родителей. Он был чистокровным индейцем и немало гордился своим происхождением. Его мать — урождённая Мария Асунсьон Рохас Эрикес де Тельо — происходила по прямой линии от курака, управлявших Уарочири во времена инков. Отец — Хулиан Тельо Гарсия — происходил из рыбацкой деревни к югу от Лимы и периодически навещал родственников на побережье. Глава семьи владел источником воды, садом и овцеводческой фермой — участками Томала, Ойада и Вирмаче. Родовой дом находился далеко от города в урочище Конирайя, название которого совпадает с именем древнего андского божества. Сохранилось мало сведений о детских годах младшего Тельо; во всяком случае, к двенадцатилетнему возрасту Хулио выделялся в своём семействе обострённой любознательностью и огромным упорством. Семейным прозвищем его на языке кечуа было «Шаруко», что значит «честолюбивый». Это проявилось, когда в 1886—1892 годах он посещал местную начальную школу. Дальнейшую судьбу Хулио Сесара определила его тётя Мария, которая работала прислугой в президентском дворце в Лиме и убедила отправить талантливого племянника в столицу на обучение. Согласно семейной легенде, для этого было решено продать семейное сокровище — серебряные украшения, спрятанные в амбаре. 29 марта 1893 года отец и сын отправились в долину караваном, достигнув цели 1 апреля. По совету Марии, отец оплатил пансион и записал Хулио в «Коллегио де Лима»: то, что представителя коренного населения приняли в учебное заведение, было следствием катастрофических последствий войны с Чили. Правительство, состоящее традиционно из креолов, поставило задачу создания новой нации, в которой индейцы интегрировались бы с потомками колонизаторов. Из-за ранней кончины отца в 1895 году юному Хулио Тельо пришлось самому зарабатывать на обучение и пропитание: он разносил газеты и разгружал багаж на железнодорожном вокзале, прислуживал в лавке цирюльника и в своём пансионе. Далее он был принят помощником на все руки в частной хирургической клинике и принял решение стать врачом. Немалую роль в последующей судьбе Хулио сыграла его дружба с Рикардо Пальмой — сыном и полным тёзкой директора Национальной библиотеки Перу. Пальма-старший, будучи традиционалистом по убеждениям, взялся опекать Тельо, нанял его для доставки ежедневной почты и кормил обедами, гарантируя, что тот хотя бы раз в день полноценно питался. В школьные годы Тельо выделялся способностями к математике, истории, литературе, естественным наукам и философии, удостоившись небольших стипендий за своих успехи. В марте 1900 года Хулио и Рикардо поступили на факультет естественных наук Национального университета Сан-Маркос, который рассматривался как подготовительный. У родной общины и семьи Тельо не было средств содержать его, однако Рикардо Пальма нашёл для Хулио Сесара ставку библиотекаря, которую он занял с 7 июля 1900 года.
Главным университетским наставником Тельо стал Хосе Себастьян Барранка — крупный перуанский естествоиспытатель, который на склоне лет заинтересовался индейской лингвистикой. Абориген-интеллектуал, в совершенстве владеющий своим языком, стал для Барранки «сущей находкой», и по его заданию Тельо на каникулах провёл свои первые полевые этнографические исследования. В феврале 1902 года Хулио Сесар впервые обратился к работе над диалектом кауки в Тупе провинции Яуйос, где вторично собирал материалы в 1905 году, а обобщил все наблюдения только спустя двадцать лет. В марте 1902 года Хулио и Рикардо начали занятия на медицинском факультете, а в апреле Тельо был принят на должность хранителя Национальной библиотеки. Кроме того, в течение 1903—1904 годов он работал в Музее Раймонди при медицинском факультете университета, каталогизируя его археологические, этнологические, ботанические и зоологические коллекции. В библиотеке Тельо наткнулся на Sixteenth Annual Report of the Bureau of American Ethnology, 1897 года издания, в котором содержалась статья о трепанации черепа. На фотовклейке была фотография одного из образцов древних черепов, который был отправлен автору — Мануэлю Муньису — собственным отцом Хулио, который тогда был главой уарочирской общины. Это стало основной причиной, по которой Тельо начал изучение английского языка. На каникулах Хулио обратился к изучению древностей родной общины, в чём его поддерживали родственники, помогавшие с наймом рабочей силы для раскопок и перетаскивания образцов и разрешавшие раскапывать могилы и уаки. Наставник Барранка «благословил» Хулио Сесара на изучение древних перуанских останков с медицинской точки зрения. 4 мая 1906 года Тельо выступил на заседании Географического общества Лимы с обобщающим докладом о трепанации черепа древними индейцами, представив 13 образцов, добытых из захоронений в окрестностях Уарочири, раскопанных им самим и Рикардо Пальмой-младшим. Среди слушателей на докладе Тельо был Макс Уле, только что нанятый правительством Перу для создания национального археологического музея.
Ещё в 1905 году декретом президента Хосе Пардо был создан Исторический институт Перу, в ведении которого находились национальные археологические памятники. В мае того же года правительство основало Национальный исторический музей под патронажем института. Макс Уле работал в Перу с сезона 1896 года и был первым археологом, внедрявшим стратиграфические методы на местных раскопках. Музей был официально открыт 29 июля 1906 года, и его коллекции придали новый импульс исследованиям Тельо, который разглядел на древней керамике изображения различных патологий. 15 мая 1907 года Хулио Сесар Тельо был принят в интернатуру университетской клиники. 16 ноября 1908 года успешно прошла защита его диссертации на соискание степени бакалавра медицины «Древность сифилиса в Перу» (Antigüedad de la sífilis en el Perú), это была первая публичная защита в университете Сан-Маркос. Публичная защита бакалавра Тельо рассматривалась как исключение из правил. Резонанс в прессе вызвала источниковая база исследования: Тельо собрал и обработал антропологическую коллекцию объёмом примерно 15 000 человеческих костяков, мумий и отдельных черепов. Из рассмотренных им черепов более 1000 были отмечены патологиями, и более 500 имели следы трепанации. Диссертационный совет рекомендовал правительству приобрести у Тельо его медицинскую коллекцию для помещения в анатомический музей университета. Часть собрания Тельо в 1911 году была приобретена Медицинской школой Гарвардского университета.

### Заграничная командировка (1909—1912)

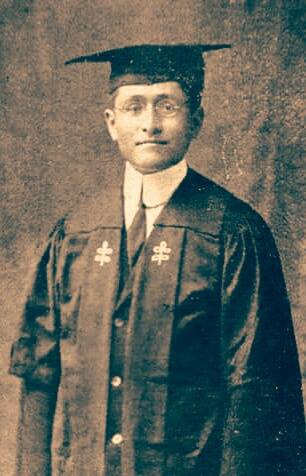
Хулио Сесар Тельо после получения степени магистра в 1911 году

После успешной защиты Рикардо Пальма-старший устроил в честь своего сына и его друга званый обед, на котором представил Тельо политической и интеллектуальной элите Лимы. В результате университет опубликовал его диссертацию, а отдельное издание было презентовано на Первом Панамериканском конгрессе. Хулио заинтересовался владелец газеты El Comercio Антонио Миро Кесада, который помог получить для Тельо грант Гарвардского университета. После успешного окончания интернатуры (30 апреля 1909 года) Тельо получил звание врача-хирурга в университетской клинике Сан-Маркос, а в октябре был награждён золотой медалью муниципалитета Лимы. Кроме того, в августе он получил правительственную стипендию на два года (в размере 100 долларов в месяц), что позволяло отправляться за границу. Гарвардский грант предполагал полный цикл бесплатного обучения с проживанием, что позволяло значительную часть денег тратить на книги, подписку на журналы и консультации с необходимыми специалистами. Сам Тельо склонялся к идее поехать во Францию. Тем не менее, после уговоров родни в Уарочири и семейства Пальма, 14 сентября Хулио Сесар взошёл на борт парохода Loa и 30-го числа прибыл в Нью-Йорк.
В Гарварде основной специальностью Тельо стала антропология, а в числе его учителей оказались Франц Боас, Фредерик Патнам и Роланд Диксон, последний из которых стал тьютором перуанца, усердно способствовал его адаптации и обучал разговорному английскому языку. Хулио Сесар прослушал курсы археологии, социологии, этнологии и лингвистики, а также ассистировал Диксону в составлении словаря языка араваков. Тельо значился в списке участников съезда Американской антропологической ассоциации в Провиденсе 1910 года. В переписке с доном Пальмой Тельо упоминал, что в июле 1910 года собирался в Аризону для исследований пуэбло, сопровождая американского антрополога Джесси Фьюкса из Смитсоновского института. Перуанец также рассчитывал встретиться с Алешем Грдличкой, но этому нет документальных свидетельств. В июне 1911 года Тельо успешно защитил степень магистра антропологии и, благодаря лобби Пальмы-старшего, получил дополнительную правительственную стипендию, начисляемую со 2 сентября 1911 года. В октябре Хулио Сесар отплыл в Великобританию: его сопровождал давний друг Рикардо Пальма-младший, также удостоенный стипендии на заграничное обучение. Правительство Перу декретом от 16 декабря 1911 года обязало Тельо представительствовать на XVIII международном конгрессе американистов в Лондоне, на котором он выступал 28 мая 1912 года. До этого ему пришлось пройти спецкурс по антропологии в Лондонском университетском колледже. Доклад Тельо был посвящён перуанской трепанации черепа, и на его докладе присутствовал А. Грдличка. В июне 1912 года Хулио Сесар отправился в Берлин, где общался с Феликсом фон Лушаном, а оттуда проехал в Париж, посетив основные музеи и библиотеки в этих городах. После возвращения в Англию Тельо 29 сентября 1912 года запросил американиста Альфреда Тоззера, с которым познакомился на конгрессе, о вакансии в Музее Пибоди. В результате он получил оплачиваемую ставку полевого антрополога в Перу на сезон 1912—1913 годов, чьи обязанности не были обременительными. 20 ноября 1912 года 31-летний Тельо женился на 18-летней англичанке Олив Мэйбл Чизмэн, студентке Лондонского университета. Брак был зарегистрирован в Брентфорде в Мидлсексе. Молодожёны отбыли в Перу в середине декабря 1912 года.

### Переход к карьере археолога (1913—1918)

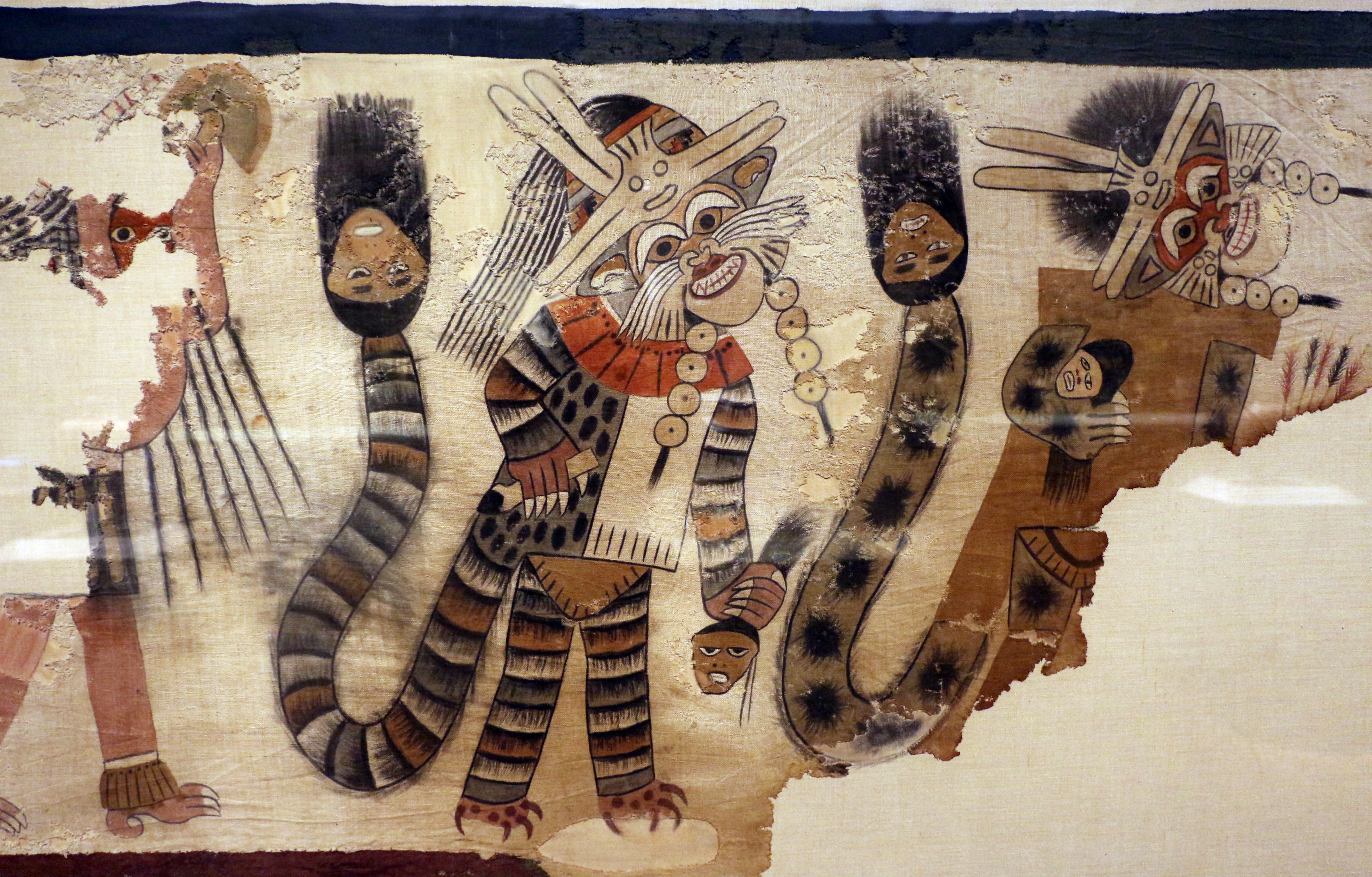
Образец текстиля культуры Наска из коллекции Кливлендского музея искусств

Одновременно с четой Тельо в Лиму прибыл и А. Грдличка, к экспедиции которого Хулио Сесар был официально прикреплён с 30 января 1913 года. Основным районом исследований стала малая родина Тельо — Уарочири, после чего учёные переместились через долину Мала на побережье, обследовав также долины Чанкай и Уаура и руины Пачакамака. Тельо опубликовал свой отчёт уже 13 марта 1913 года, и он имел некоторый резонанс в СМИ Лимы. Это было важно для его карьеры, поскольку старые покровители более не имели влияния: Барранка скончался в декабре 1909 года, а дон Пальма более не являлся директором Национальной библиотеки. 30 марта 1913 года Хулио Сесар Тельо подал прошение о создании антропологического отдела в Национальном историческом музее Перу, желая стать его начальником. 12 июня прошение было удовлетворено, но Тельо сразу поссорился с директором музея, который был равнодушен к археологии. В конце концов в июле 1913 года был создан отдельный музей археологии и антропологии, структуру которого Хулио Сесару предстояло выстроить самостоятельно. В 1914—1915 годах Тельо вступил в публичную полемику о памятниках Центрального Перу с историком Орасио Уртеагой. По мнению биографа Ричарда Дэджета, это было крупной ошибкой, так как Уртеага обвинил Тельо в принижении вклада национальных историков Перу и «низкопоклонстве перед иностранщиной», вынудив занять позицию защиты. 20 марта 1915 года Хулио Тельо был вынужден подать в отставку, оставшись на должности консерватора музейных коллекций. Судя по переписке, он так или иначе сохранил связи с Музеем Пибоди, намереваясь в сезон 1915 года посетить плато Наска для сбора коллекций, передаваемых американскому музею. В действительности, это была большая экспедиция, спонсируемая аргентинской просветительницей Викторией Агирре. Тельо обследовал трассу от Арекипы до Куско, минуя озеро Титикака, работая в долинах Чала, Яука, Акари, Наска, Ика и Писко. Это, в свою очередь, спровоцировало бурную полемику в прессе, что археолог якобы работал без разрешения, что вынудило Тельо вернуться в Лиму в конце июля.
Добытые на раскопках Тельо предметы было предписано выставить в Национальном музее и проследить, чтобы они не покинули пределов Перу. Вероятно, это было связано с тем, что куратор Музея Пибоди Патнам скончался в августе того же 1915 года, и на этом сотрудничество Тельо с этим учреждением завершилось навсегда. В октябре Хулио Тельо возобновил раскопки в Наске, а в Писко приобрёл у «чёрных копателей» уникальное собрание старинных тканей, которые были ему предложены ещё в июле. Средства предоставили друзья в Лиме, которым должна была отойти половина коллекции. Несмотря на враждебное отношение в прессе, Тельо вновь был командирован со стороны правительства на XIX международный съезд американистов и на Второй Панамериканский конгресс; оба мероприятия проходили в Вашингтоне. В своём докладе Тельо сосредоточился на погребальных практиках культуры Наска; большую поддержку перуанскому археологу оказал А. Грдличка, который полностью подтвердил все его выкладки. Тельо привёз с собой некоторые образцы тканей из Писко (из доли одного из спонсоров), рассчитывая с выгодой продать их одному из музеев США. Руководство Гарвардского университета предложило Тельо возглавить перуано-американскую экспедицию, спонсируемую Школой тропической медицины и Зоологическим музеем. Это было весьма кстати, так как Тельо потерял работу в музее и во время обсуждения бюджета Национального музея в Конгрессе Республики Перу подвергся нападкам депутата Хорхе Корбачо, представлявшего круги коллекционеров. До прибытия гарвардской экспедиции Тельо вёл раскопки культуры Чинча, а далее с июля по октябрь 1916 года работал с американцами в высокогорной зоне. После окончания сезона Тельо решился избираться в Конгресс, так как кресло от Уарочири оказалось вакантным. 6 января 1917 года он официально начал избирательную кампанию, и 19 июня результаты выборов были утверждены. Была сделана попытка аннулировать поданные за него голоса, что вызвало протесты в его родном городе. 28 июля он участвовал в первой для себя парламентской сессии. 4 ноября 1917 года он инициировал обсуждение закона о передаче Национального музея под управление Национального университета Сан-Маркос. Вопрос повторно обсуждался в сентябре 1918 года, вызвав ожесточённые споры, в том числе со стороны дирекции музея и депутата Корбачо. В ноябре 1918 года на стороне археолога выступил ректор университета дон Хосе Прадо-и-Угартеке, который ещё двумя годами ранее оглашал идею интеграции музея в своей инаугурационной речи. Вопрос, однако, так и остался в подвешенном состоянии. Ректор согласился финансировать археологическую экспедицию для пополнения музейного собрания, план Х. Тельо был принят 25 ноября. К тому времени Тельо формально расстался с профессией медика: 6 августа 1918 года он защитил докторскую диссертацию о мумифицированных головах в перуанском искусстве и перешёл работать на естественнонаучный факультет.

### «Ревущие двадцатые» (1919—1930)

#### Археологические сенсации Чавина и Паракаса

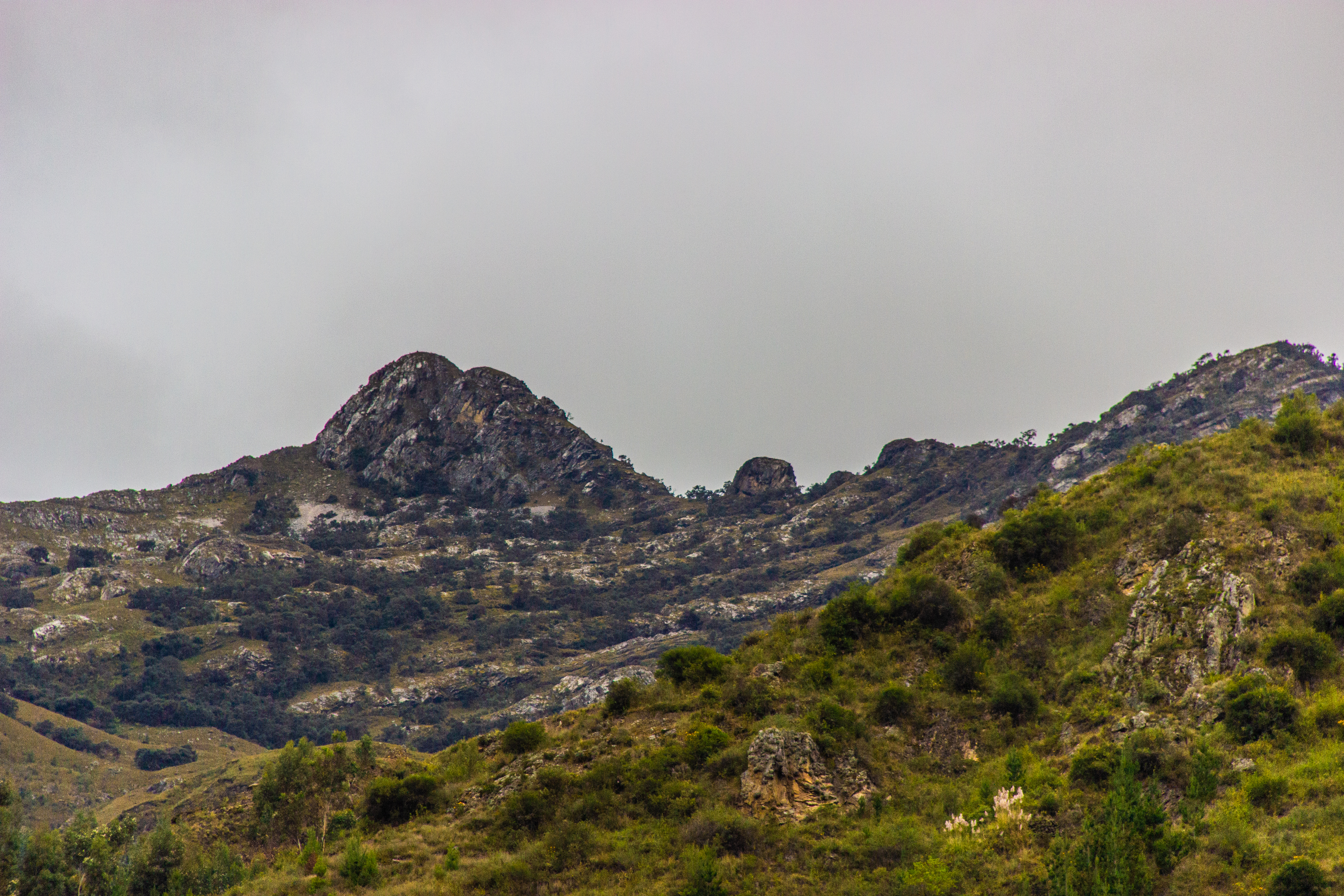
Руины в Чавин-де-Уантар

8 января 1919 года Тельо отбыл в пятимесячную экспедицию, укомплектованную студентами университета. Сначала работы велись в долинах Уармей и Кулебрас, но самые важные находки последовали в Чавин-де-Уантар. Собранные коллекции стали основанием для учреждения археологического университетского музея, официально последовавшего 21 октября 1919 года. В ноябре 1919 года Тельо переизбрался в Палату депутатов, несмотря на откровенное сопротивление политических противников, и получил предложение президента Легия создать к столетию независимости Перу постоянный столичный археологический музей. Эту идею лоббировал филантроп Виктор Ларко Эррера, а Тельо предложил купить несколько крупных частных коллекций индейских древностей. Тельо и Ларко лично отправились в Трухильо и Ламбаеке, далее были приобретены крупные собрания в Ике и Куско. Менее чем за пять месяцев было приобретено до 20 тысяч ценных древних экспонатов; 3 ноября 1919 года был учреждён Археологический музей Виктора Ларко Эрреры, директором которого был назначен Тельо. Значительная часть 1920-х годов у археолога ушло на описание и каталогизацию собранных коллекций, но в 1921 году он подал в отставку из-за буйного темперамента патрона. Руководство университета в мае 1921 года вступило в конфликт с президентом страны, в результате значительная часть профессуры была уволена, и до апреля 1922 года университет был закрыт. Тельо был одним из двух членов согласительной комиссии от парламента, результатом деятельности которой было возобновление работы университета. На этом фоне доктор Хулио Сесар активно продвигал идею создания Перуанской ассоциации содействия развитию науки, основанной уже в 1921 году, и тогда же опубликовал «Введение в изучение древней истории в Перу». В этой монографии Тельо провозгласил автохтонный характер перуанской цивилизации, древнейшим памятником которой провозгласил храмы Чавина. Это же вызвало полемику с Максом Уле, который считал перуанскую цивилизацию ответвлением мезоамериканской.
Для развития археологического мышления Тельо важным оказалось знакомство с американским историком и антропологом Эйнсвортом Минсом. С 1920 года Минс работал в Национальном музее (сначала разрабатывая экспозицию, затем был назначен директором) и далее активно боролся с расхищением перуанских раскопок. Тельо консультировал его при написании англоязычного учебника по андской археологии. В дневниках Минса, ведшихся по-английски, зафиксирована самая ранняя периодизация древней истории Перу: американец записал на следующий день резюме разговора с Тельо, в котором эта схема была обозначена. В этом варианте периодизации было три этапа:
1. архаический (до наступления нашей эры). Чавинская «матрица» ещё не упоминалась;
2. средний, включавший три фазы. Первая соответствовала «Прото-Чиму» и «Прото-Наска» Макса Уле (то есть до 300 года), вторая — 300—600 годам, третья — Тиуанако (600—900 годы). Этот этап характеризовался воздействием культур нагорья на народы тихоокеанского побережья;
3. финальный, включавший цивилизацию Чиму на побережье и многочисленные горные образования: чанков, колья и инков (900—1400 годы). На завершающем этапе инки поглотили все эти территории[22].

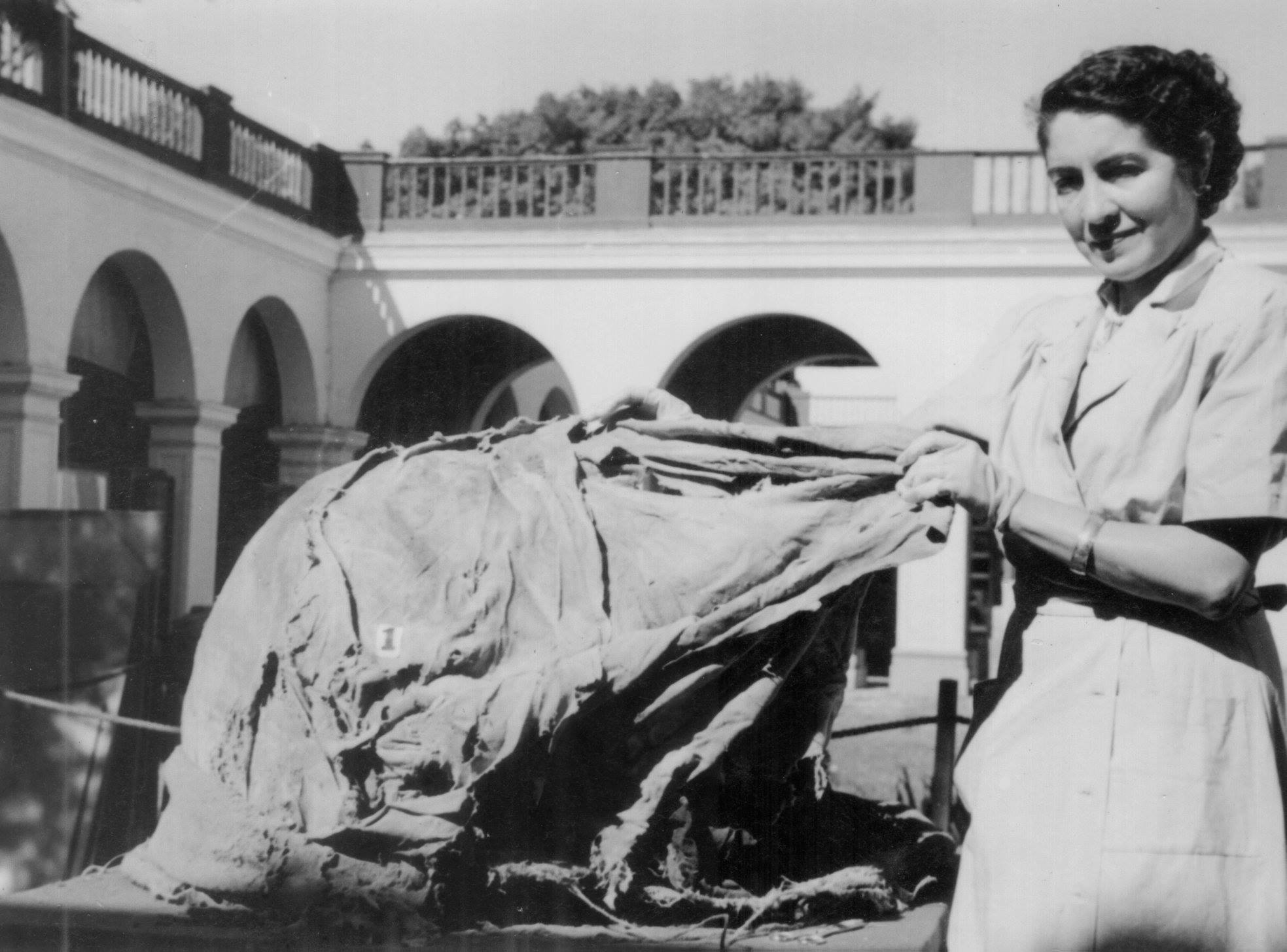
Ребека Каррион Кашот с найденной мумией

В сезон 1922 года Тельо вёл раскопки в Касте в верхней части бассейна Римака, отчёт о которых вышел во вновь основанном журнале Inca университетского музея археологии, главным редактором которого стал сам Хулио Сесар. В день государственного праздника 30 июля он был награждён памятной медалью к столетию независимости Перу и возведён в достоинство великого офицера ордена Солнца Перу; представление было внесено лично президентом Легией. В 1923 году Тельо инициировал процесс подготовки профессиональных археологов: все предыдущие годы он работал с коллекционерами-антикварами и гробокопателями (так называемыми «уакеро»). В 1923 году он был назначен профессором антропологии университета Сан-Маркос. 13 декабря 1924 года музей Ларко был национализирован и превращён в Национальный музей перуанской археологии, директором которого был назначен Тельо. С 1924 года ректор университета Мануэль Висенте Вильяран Годой позволил Тельо вести семинар по перуанской археологии. Тогда же Хулио Сесар обзавёлся учениками, сопровождавшими его всю жизнь: 17-летней Ребекой Каррион Кашот и Торибио Мехия Шесспе — студентом университета. Студенты проходили практику на раскопках своего патрона в Кахамаркакилье. Из-за длительных дождей в сезон 1924 года раскопки были перенесены на Паракас. В июне учёный был избран членом-корреспондентом Парижского общества американистов. Кроме того, Тельо был председателем секции археологии Третьего Панамериканского научного конгресса, который проходил в Лиме с 31 декабря 1924 по 2 января 1925 года. Здесь произошло знакомство с антропологом Альфредом Крёбером, переросшее в долгую дружбу. Крёбер рассчитывал начать работу в Паракасе в сезон 1925 года, тогда как сам Тельо занимался борьбой с незаконными раскопками в долине Моче и в Чан-Чане, руины которого пострадали особенно сильно. Благодаря американскому финансированию Тельо занялся расследованием мест, откуда получил в 1915 году находки текстильных изделий. Чёрные копатели Писко направили его на полуостров Паракас, последовавшие находки на котором были превращены в сенсацию американским антропологом и авантюристом Уильямом Макговерном, который стремился выставить себя участником открытия. Фактическое руководство работами осуществлял Торибио Шесспе.
В сезон 1926 года Тельо вёл раскопки в долинах Виру, Моче и Чикама, а также составлял топографический план Чан-Чана. 18 сентября 1926 года было учреждено Перуанское общество археологии и искусств, сопредседателем которого стал Тельо; он же составил устав общества. Поскольку на 1927 год была запланирована испано-американская выставка, Тельо был командирован Севильской комиссией Перу и археологическим музеем для обследования южных побережий, чтобы новые находки были презентованы в Европе. В июле 1927 года были сделаны крупные находки в Пачеко, и Тельо приказал перебросить все силы раскопщиков в Паракас. 25 октября состоялось сенсационное открытие: 429 мумий, завёрнутых в изысканные ткани. Предварительная выставка находок была открыта в Лиме 23 декабря и была приурочена к Латиноамериканскому медицинскому конгрессу. Раскопки в Паракасе были возобновлены 6 января 1928 года, и к июню группа Тельо завершила выемку мумий. Параллельно Хулио Тельо лоббировал открытие на литературном факультете университета курсов американской археологии и индейских языков Перу. В сезон 1929 года раскопки не проводились, заглохло и издание журнала Inca, так как команда Тельо инвентаризировала паракасские находки и готовила иллюстрированный каталог. Шесть мумий в январе 1929 года были отправлены на выставку в Севилью (а всего в выставочную коллекцию было отобрано 1380 экспонатов). Также Тельо пробивал в правительстве финансирование охраны музея и археологических зон и средства на издание колониальных документов и рукописей на языке кечуа, пользуясь хорошим отношением президента Легия. В конце 1929 года было получено парламентское одобрение на создание Национального археологического совета, главой которого Тельо был всю оставшуюся жизнь.

#### Увольнение из музея

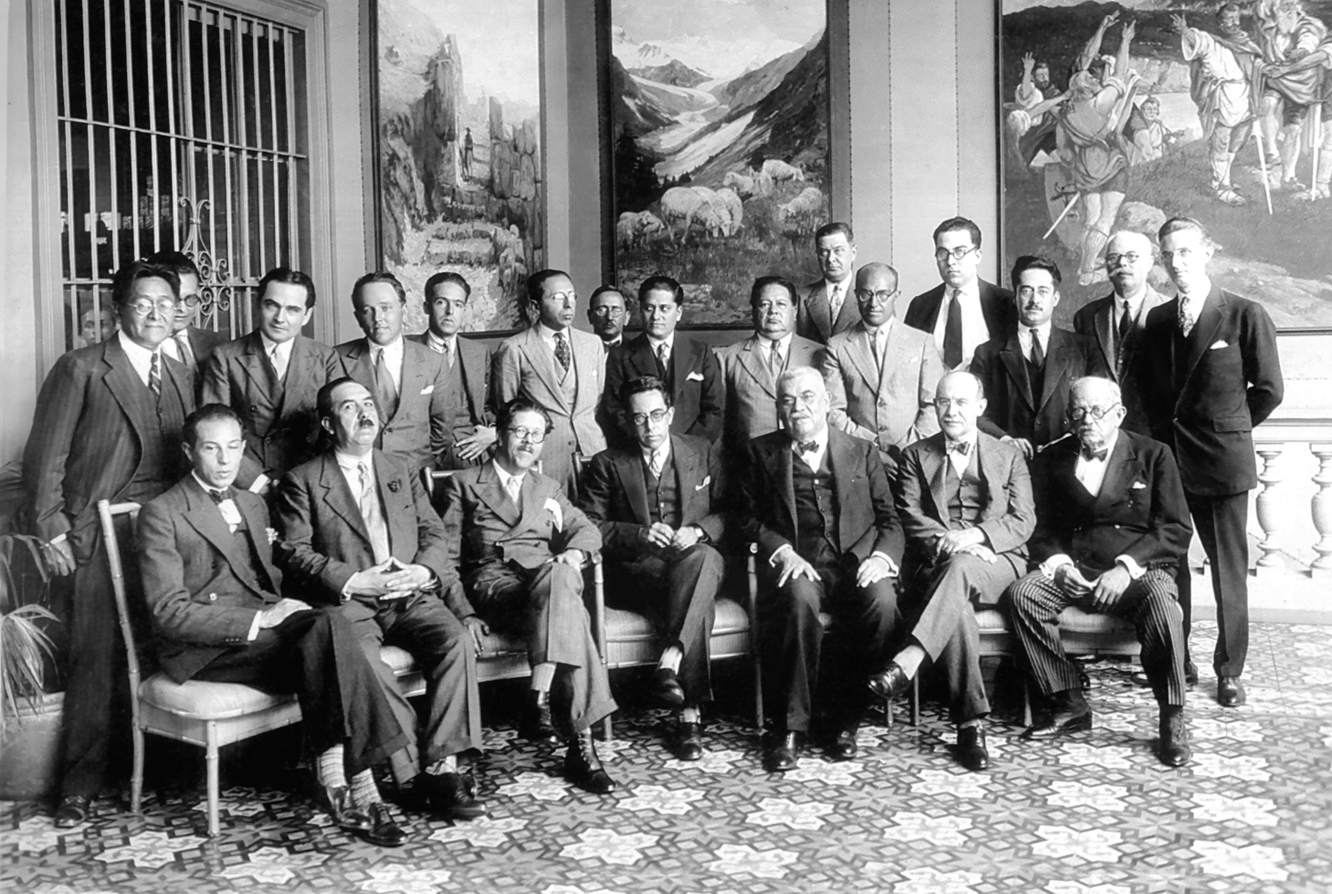
Профессорский состав университета Сан-Маркос в 1930 году. Тельо стоит крайним слева

В мае 1928 года начался длительный конфликт между Тельо и Виктором Ларко, имевший серьёзные последствия для развития перуанской археологии. В газетном интервью Ларко утверждал, что скандал начался, когда он, будучи главой археологического музея, попытался снести соседнее здание, чтобы далее расширить экспозиционные площади, тогда как Тельо не позволил этого сделать и воспретил ему вход в здание. В ответ Тельо заявил, что 8 мая 1928 года Ларко попытался избить охранника тростью, а далее ворвался в помещение запасников и реставрационной мастерской и разбил две большие ритуальные урны из раскопок в Пачеко долины Наска. Свидетелями были сотрудники музея и охранник. В ответ Ларко обвинил Тельо в нецелевых тратах средств, которые были выделены из государственного бюджета для закупки стеклянных витрин для экспонатов, а далее заявил, что ещё в 1921 году отказался брать Хулио Сесара на службу ввиду его полного невежества в археологии. Тельо в ответ опубликовал в прессе факсимиле платёжных квитанций и рекомендательного письма, которое ему подписал Ларко. Далее Тельо представлял Перу на XXIII международном конгрессе американистов в Нью-Йорке (17—22 сентября 1928 года), из-за чего конфликт временно затих. Институт Карнеги спонсировал серию лекций Тельо в Корнеллском университете, а также университетах Питтсбурга, Индианы, Пенсильванском и Ратгерса. Тельо был официально принят избранным президентом США Гувером и вручил ему в дар американскому народу ткань из Паракаса. После возвращения Тельо отчитался в делах музеев, заявив, что в университетском музее сотрудники приводили в порядок коллекцию кипу, а в Национальном все силы отнимало консервирование и исследование паракасских мумий.
16 октября 1929 года Национальный музей археологии посетил президент Легия, произнёсший речь и даровавший разрешение расширить площадь помещений. Ранее, 26 сентября, Тельо обвинил своего помощника — археолога Антонио Уртадо — в присвоении части паракасских находок и получил контробвинение в том, что сам оценивал коллекцию для продажи. Это не помешало Тельо избраться профессором факультета словесности и наук о человеке. В феврале 1930 года началась раскопочная экспедиция в долине Чилка, параллельно продолжали работы в Паракасе. Перуанская выставка в Севилье быстро закрылась из-за последствий Великой депрессии. 23 августа 1930 года в Арекипе начался мятеж военных, поднятый подполковником Луисом Санчесом Серро, который уже 25 августа сместил президента Легию. 26 августа был заменён ректор университета: на место Мануэля Висенте Вильярана, который ратовал за участие студентов в управлении университетом, был избран Хосе Мансанилья, выступавший за централизованную власть ректората. Позиция Тельо казалась прочной, но 9 октября он неожиданно получил уведомление, что директором Национального музея археологии назначен Луис Эдуардо Валькарсель. Сначала Хулио Сесар отказывался покинуть пост, но в конце концов уступил; в знак солидарности с патроном уволились Торибио Шесспе и Ребека Каррион Кашот. Равным образом Хулио Сесар Тельо более не избирался в конгресс республики. Тельо стал объектом нападок в прессе как ярый сторонник и личный друг свергнутого президента Легия; первая статья, обвинявшая его в кражах музейного фонда, вышла в газете «Либертад» ещё 31 августа. В публикации 2 сентября Тельо обвинили в том, что во время зарубежных поездок он вывозил огромные суммы денег и размещал их в иностранных банках по приказу Легии, а также продавал национальное историческое достояние Перу (коллекцию золотых идолов, оценённых в 70 000 солей, якобы предложенных Германии). Упоминались также фамилии Шесспе и Каррион Кашот, а обвинения выдвигали даже сотрудники раскопок Тельо. В ответ Хулио Сесар 16 сентября опубликовал объёмное открытое письмо, в котором документально доказал клевету, и вынудил редакцию «Либертад» защищаться. Тогда же разразился ещё один скандал с Антонио Уртадо, который обиделся на негативную рецензию Шесспе на свою книгу 1928 года о китайском влиянии на доколумбовы цивилизации Америки. На фоне обвинений Тельо опубликовал свои налоговые декларации, из которых следовало, что он владел подержанным автомобилем, банковский счёт его был почти пуст, а основным активом была огромная домашняя библиотека.

### «Пропавшие годы» (1931—1936)

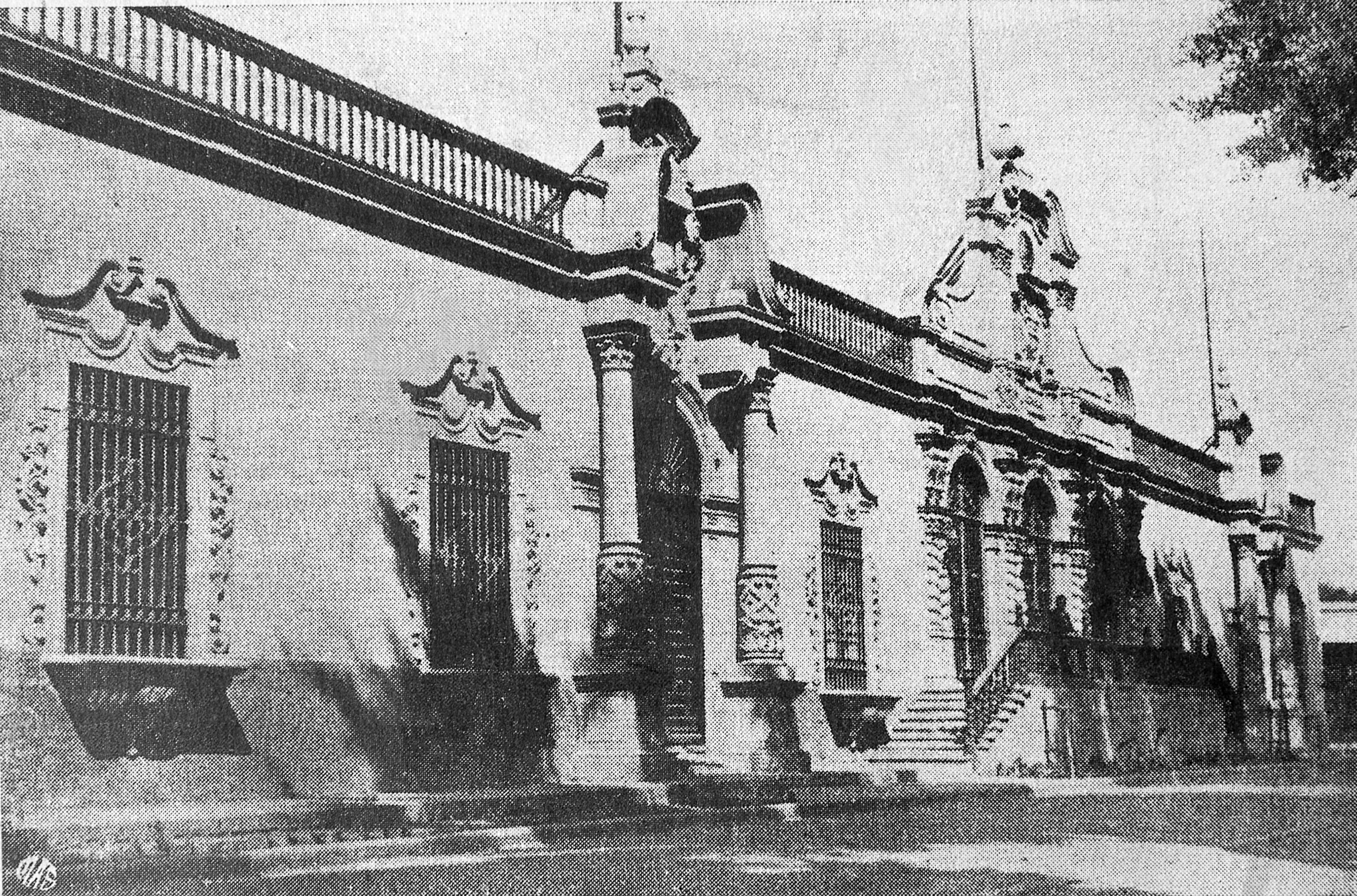
Дом-музей Боливара — штаб-квартира единого Перуанского национального музея археологии, истории и антропологии

В первой половине 1931 года, после ряда мятежей и забастовок в университете Сан-Маркос, правительство приняло решение создать единый Национальный музей, объединявший музей истории, оба археологических собрания и дом-музей Симона Боливара в Лиме. Начальником новой структуры остался Валькарсель, а Тельо стал начальником археологического отдела, созданного на базе бывшего университетского археологического музея. Шесспе и Кашот вместе с учителем занимались общей инвентаризацией фондов, описав более 35 тысяч предметов. Кроме того, в структуре университета был создан Институт антропологии, директором которого также был назначен Тельо. Он продолжал продвигать изучение перуанской археологии, основал журнал «Вира-Коча», однако по неизвестным причинам антропологический журнал прервался после первого же выпуска. В феврале и июле уакеро совершали набеги на раскопки в Паракасе, последствия которых оценил Тельо, возглавивший археологическую экспедицию, спонсируемую университетом. Тельо публично обвинил во всём ректора Валькарселя, и начавшийся скандал совпал с декретом президента, по которому «рассадник беспорядков» университет Сан-Маркос был закрыт на три года. Тельо был внесён в списки «неблагонадёжных элементов», лишён права входа в университетские здания и даже не смог забрать из музея свои заметки и рабочие журналы. Его приняли на работу в Папский католический университет Перу, в штате которого Хулио Сесар Тельо оставался до 1936 года.
Положение ухудшилось в 1933 году. В январе этого года Тельо и Каррион возобновили исследование паракасских мумий, в феврале профессор Тельо служил экскурсоводом британского посланника по побережьям Перу. Параллельно велась разведка в долинах Чикама, Моче, Виру, Чао и Санта. Вскоре Национальный музей был ограблен: воры унесли коллекцию древних золотых украшений. 22 мая о результатах расследования на заседании Национального совета по археологии докладывали Тельо и Валькарсель. В стране царила неразбериха, 30 апреля был убит президент Санчес, а его обязанности исполнял генерал Оскар Бенавидес. В июле Тельо начал раскопки в Непенье и через прессу объявил о выявленной связи древних культур с чавинской. Это стало основанием для запроса бюджетного финансирования раскопок. Валькарсель добился командировки для перепроверки результатов и полностью подтвердил выводы своего коллеги-соперника, после чего Тельо был возвращён на раскопки. Сам глава Национального музея почти всю жизнь провёл в Куско и стремился максимально перенаправить финансовые ресурсы своего ведомства на этот город; также он лоббировал национальное празднование 400-летия основания города. В перспективе это сулило перенос в древнюю столицу Национального археологического музея, что активно пропагандировалось в прессе. Предложение передать часть бюджета Тельо вызвало полемику национального масштаба. В декабре 1933 года Тельо был вновь отправлен в Паракас для оценки деятельности уакеро, что привело в следующем году к возобновлению расследования кражи из Национального музея. В 1934 году Тельо получил предложение устроиться в итальянскую школу Антонио Раймонди, что улучшило семейное положение археолога: жалованье в Папском университете было невелико, а в браке археолог имел четырёх дочерей. Наконец, правительство выделило в 1934 году средства на продолжение раскопок в Чавин-де-Уантар, которые начались 24 июля. Работы продолжились в сезон 1935 года и активно пропагандировались через британское посольство, в котором с 15 мая по 24 июля Тельо прочитал шесть лекций на английском языке об успехах перуанской археологии. Летом 1935 года был открыт университет, а Тельо на раскопках в Котоше открыл археологическую культуру, явно похожую на чавинскую. Осенью он сопровождал Валькарселя в разведке перспективных археологических участков в Южном Перу и обнаружил в Пукаро изделия, напоминающие найденные в Уануко и Чавине.
В 1936 году Хулио Сесар Тельо был командирован в Чили, Панаму и США. В каньоне Чако в июле университетом Нью-Мексико была проведена летняя археологическая школа, на которой Тельо прочитал курс в двадцать четыре лекции. Он также провёл серию лекций в Миннесоте, Калифорнии и Мексике, и его усилия привели к учреждению в Нью-Йорке Института исследований Анд.

### Расцвет научной деятельности. Последние годы жизни (1936—1947)

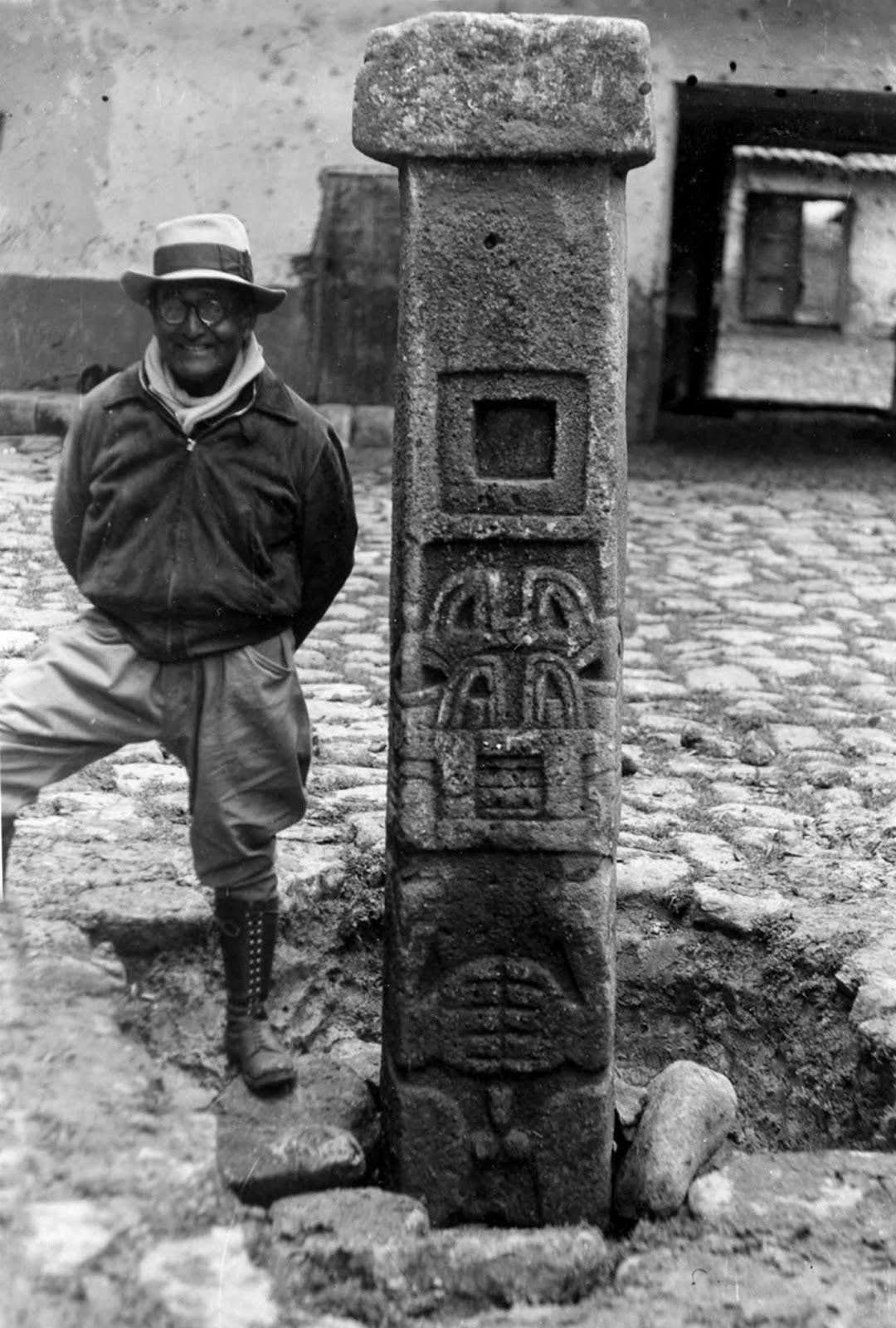
Хулио Тельо рядом с древним перуанским обелиском

Практически сразу после возвращения в декабре 1936 года Тельо был командирован в Ламбаеке для расследования незаконных раскопок, на которых были извлечены древние золотые и серебряные украшения, которые были изъяты и помещены в Центральный резервный банк в Лиме. В конце января 1937 года исследователь работал на участке Ла Вентана в долине Ла Лече. В мае археолог встречался с Нельсоном Рокфеллером, который был настолько потрясён фондами Археологического института, что немедленно предложил финансировать расходы на консервацию паракасских мумий. Это было оформлено через перуанское правительство, за что Метрополитен-музей получил в свою коллекцию пять мумий. В мае 1937 года состоялась очередная экспедиция университета Сан-Маркос, частично финансируемая фондом Рокфеллера и Андским исследовательским институтом. Тельо, в сопровождении перуанцев и американцев, начал обследования в Чанкае, Уауре, Супе, Пативилке и долине Форталеза. С 1 июня по 28 сентября были сделаны десятки открытий древних культурных слоёв, связанных с культурой Чавина (Серра-Сечин и Касма). 5 октября экспедиционеры прибыли в Кахамарку. Работы завершились только 15 декабря, когда Тельо получил известия о смерти старшей дочери. Из-за этого в сезон 1938 года он не проводил полевых экспедиций, работал с музейными фондами и выпустил книгу об инках. В июле 1938 года был отправлен отчёт фонду Рокфеллера, из которого следовало, что было законсервировано и реставрировано 346 паракасских тканей, из которых 181 была выставлена в Национальном музее. 15 августа археологический музей неожиданно посетил президент Бенавидес, который приказал для VIII Панамериканского конгресса создать отдельный музей паракасских коллекций.

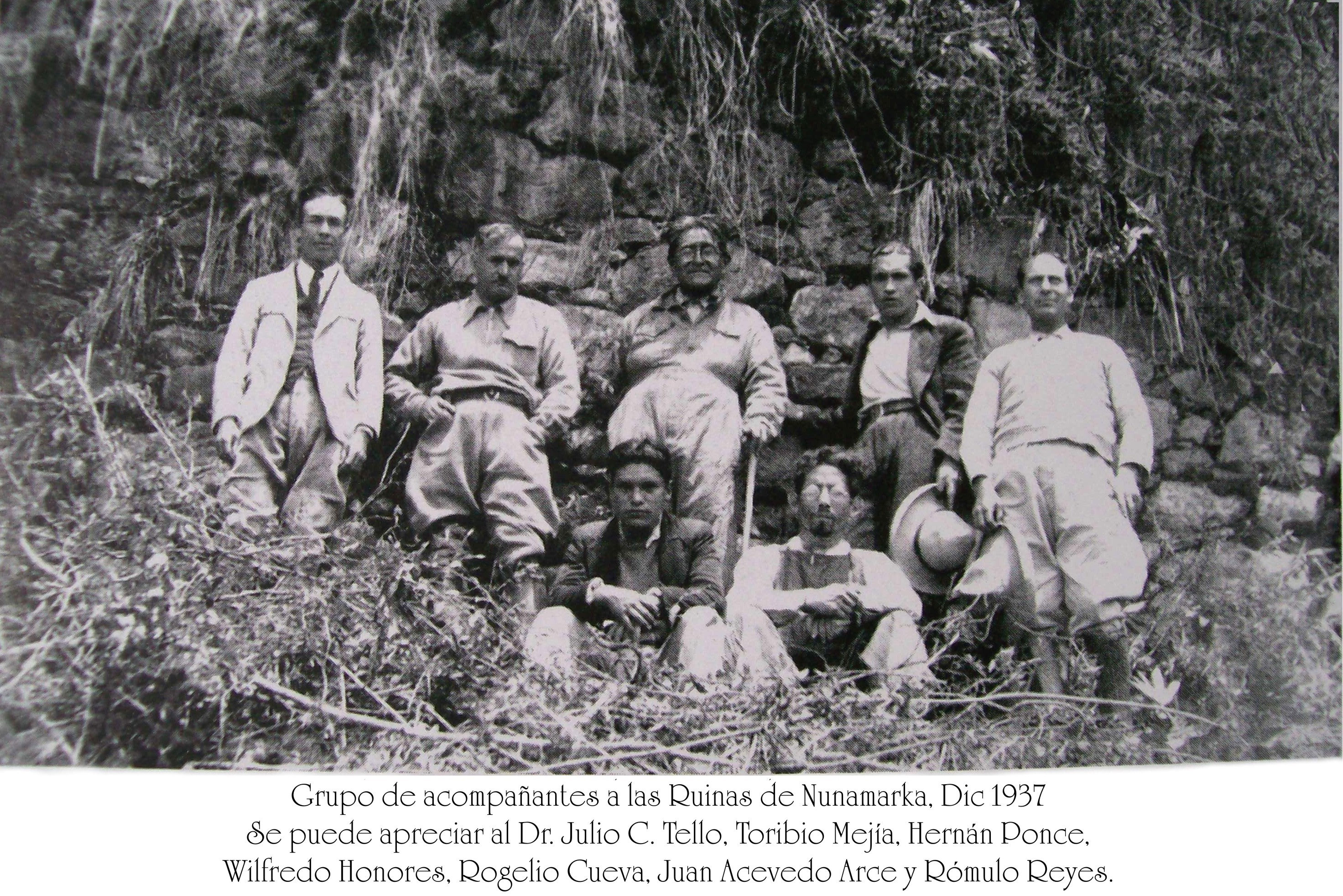
Раскопки в Нунамарке в декабре 1937 года

22 сентября 1938 года был издан президентский указ о реорганизации Национального музея, а 8 октября был выпущен декрет об учреждении Антропологического музея, на площадке которого 25 декабря был открыт Институт антропологических исследований. Директором этих учреждений Хулио Тельо был официально назначен 3 января 1939 года. 16 мая 1939 года прошла внеочередная сессия Национального совета по археологии и была посвящена угрожающему положению археологических памятников в целом ряде департаментов республики. Рекомендации совета легли в основу июльского указа президента об охране археологических объектов. В августе Тельо был командирован в Мехико на XXVII международный конгресс американистов, на котором огласил свою гипотезу о чавинской цивилизации как «матрице» автохтонного развития индейцев Перу. Далее сессия конгресса была перенесена в Лиму, и для его делегатов Тельо смог устроить приём в своём Антропологическом музее и экскурсии на городищах Кахамаркакильи и Пачакамака. В сентябре Мехия Шесспе и Тельо организовали поездку ряда делегатов для проверки своих гипотез на север Перу, включая Кальехон-де-Уайлас и Чавин-де-Уантар. 21 сентября 1939 года на дому у Тельо Валькарсель, Мехия и Каррион провозгласили создание Перуанской ассоциации археологов, предназначенной для координации исследований. В правление вошли Тельо и Валькарсель, срок полномочий которых истекал 21 сентября 1941 года. Почётным членом был избран Макс Уле, посетивший Перу в составе немецкой делегации на конгрессе американистов. За это время было издано три номера журнала Ассоциации, получившего название «Часки». В мае 1940 года Тельо возглавил полномасштабную экспедицию для раскопок Пачакамака, которые продлились до 1946 года. Последнее заседание Ассоциации состоялось 30 июня 1941 года.

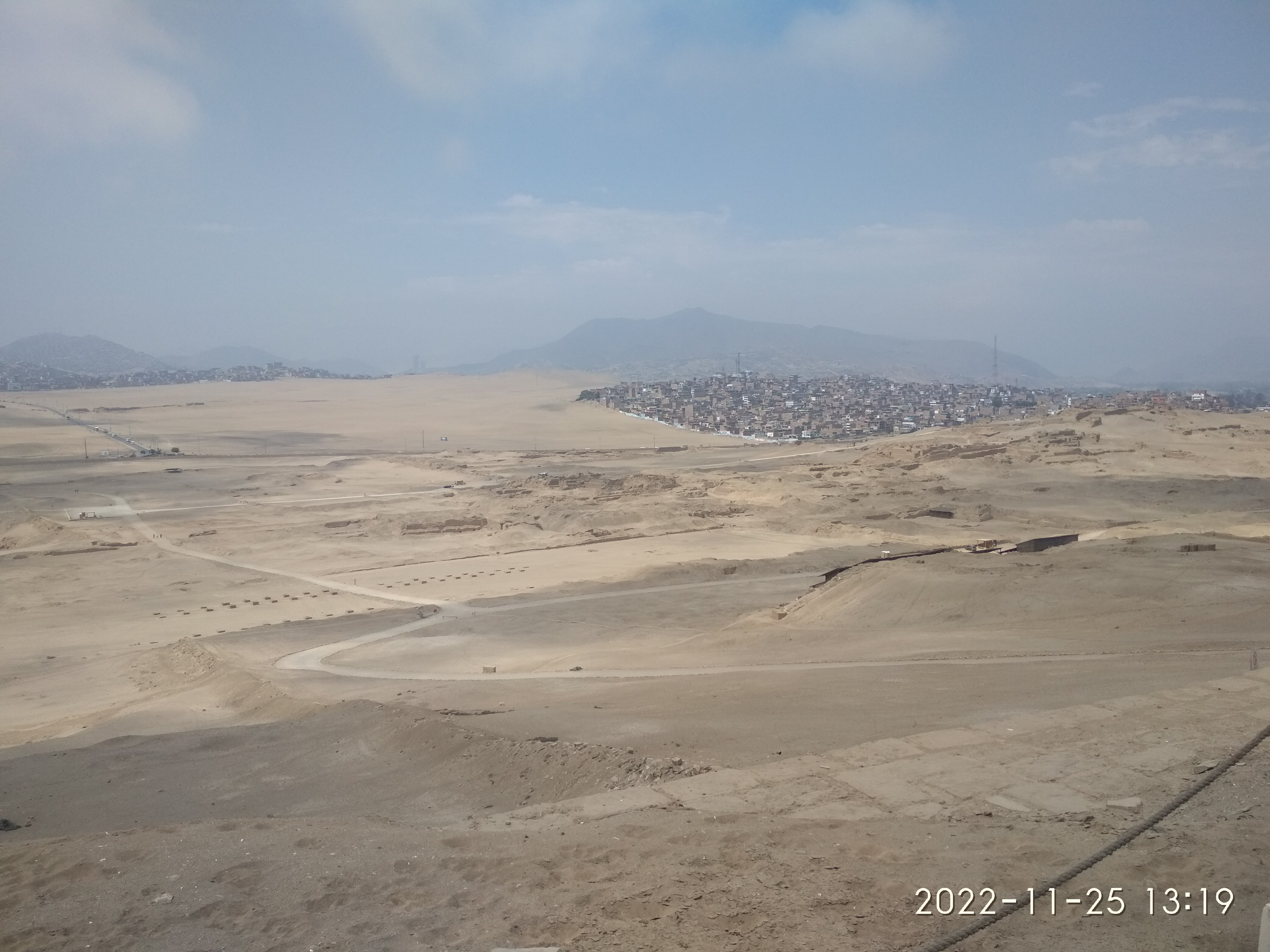
Вид на городище Пачакамака

Раскопки в Пачакамаке, расположенные очень близко к Лиме, стали событием общенационального масштаба. В августе городище посетили президент и члены правительства. Отчасти раскопки были важны для современного индустриального общества, ибо его строители разработали простую и эффективную технологию гидроизоляции самана, что было крайне востребованным в сухом климате перуанского побережья. Раскопки были удобны для Тельо, который мог не прерывать учебного процесса в университете, тем более, что он проводил вечерние занятия для практикантов из США. Тельо одновременно был назначен главой археологической комиссии Национального археологического общества, ответственным от Географического общества за составление общей археологической карты Перу. Удалось расширить музей, возведя пристройку. Также Тельо с сентября 1940 года продолжил работы в Наске. Осень 1940 года вообще являлась продуктивной для перуанской археологии: президентским указом была создана Генеральная инспекция древних памятников Перу, были изданы указы о срочном спасении руин Чавина от подъёма паводковых вод и создана комиссия Министерства внутренних дел. 11 декабря 1940 года в Чавине был основан музей под открытым небом — первый в Перу. Это стало ещё одним излюбленным проектом Тельо, который стремился превратить все важнейшие городища в национальные парки. В январе 1941 года руины Чавина были национализированы и переданы под управление государства как «обладающие особой исторической и туристической ценностью». Далее Тельо был командирован в регион Уараса для обследования территорий, пригодных к превращению в национальный парк. Он также пропагандировал национализацию Пачакамака, Чан-Чана и Куско.

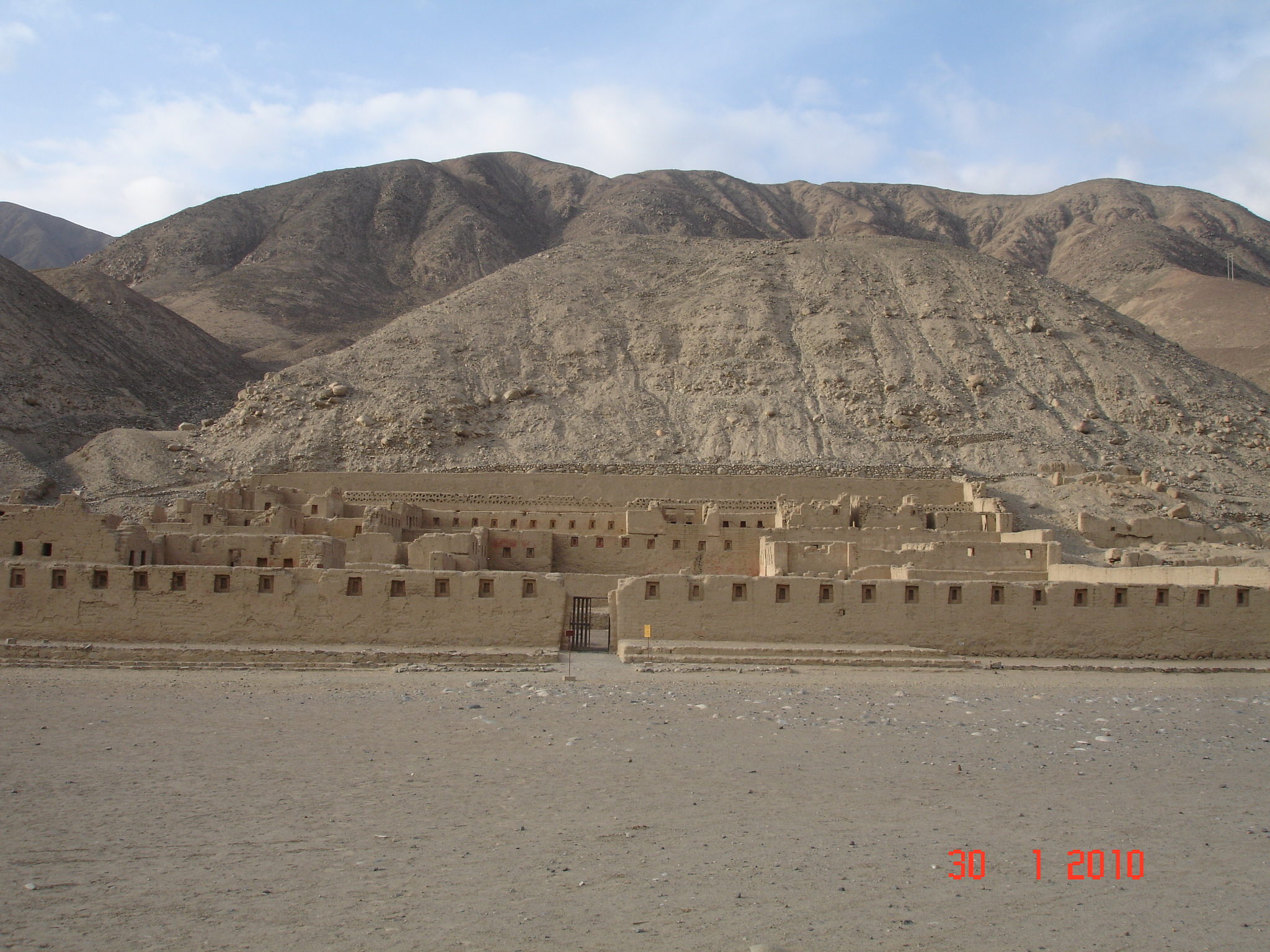
Тамбо-Колорадо

В марте 1941 года Тельо вошёл в состав перуанской делегации на Третьей сессии Генеральной ассамблеи Панамериканского института истории и географии в Лиме. Делегаты сессии посетили Пачакамак, раскопки в котором продолжались, и одобрили реставрацию и консервацию городища Тамбо-Колорадо, проведённую через Национальную комиссию памятников и археологическую ассоциацию. В конце года Тельо продолжил работы в Чавине, оставив на месте музейную команду, которой предстояло нанести на карту археологические объекты вплоть до Уко. В родном Уарочири Хулио Сесар получил известия, что избран в Академию физических наук. С марта 1942 года он работал с Альфредом Крёбером, командированным на два месяца от Панамериканского комитета художественных и интеллектуальных связей. Три недели своей командировки Крёбер провёл в Лиме и пять недель — в полевых разъездах. Перуанская ассоциация археологов устроила в честь американца приём. 21 июня 1942 года Тельо возглавил экспедицию нью-йоркского фонда «Викинг», которая работала в окрестностях Уанкайо и Аякучо, а затем переехала в Куско. Маршрут повторял полевую экспедицию 1931 года, были сделаны важные находки в Уари и к югу от Мачу-Пикчу. Завершилась экспедиция в Наске. В 1943 году, благодаря пожертвованию сенатора Германа Луна Иглесиаса, был издан указ о строительстве нового здания Антропологического музея. После окончания работ 29 января 1945 года был учреждён единый Музей археологии и антропологии под руководством Тельо, к которому 24 апреля был присоединён на правах ассоциации археологический музей университета Сан-Маркос. Иными словами, весной 1945 года Тельо монополизировал все археологические работы и коллекции в стране. Прежний Национальный музей был расформирован, а Валькарсель был назначен директором Национального музея истории Перу. Вершиной карьеры Тельо стало назначение генеральным инспектором археологических памятников в июне 1946 года. Все 1940-е годы продолжались инициированные им исследования южной части Центрального нагорья, долины Ика, побережья между долинами Окона и Мажеса, истоков реки Римак, регионов Абанкая и Урубамбы. 17 января 1945 года руины Чавина были затоплены селевым потоком и покрыты многометровым слоем грязи и валунов, что на долгие годы препятствовало их дальнейшему изучению. Экспедиция 1946 года обнаружила городище Кунтур-Уаси, археологически связанное с Чавином. Лично Тельо в течение 1944 года работал в Кахамарке и в 1945 году — в Анконе (последний проект финансировался Национальным советом по археологии).
Летом 1946 года у Тельо открылось онкологическое заболевание, из-за чего в сентябре он был отправлен на лечение в США, вернувшись в Лиму только 28 ноября. Заочно он был назначен в новую комиссию по описанию открытых американским антропологом Уильямом Стронгом памятников северного побережья. Несмотря на несколько сеансов химиотерапии, состояние Хулио Сесара Тельо ухудшалось; однако учёный всё равно планировал представлять Перу на очередном конгрессе американистов в Париже. Он скончался 3 июня 1947 года после экстренной операции. Кончина учёного была отмечена национальным трауром; он был похоронен с государственным почестями. В индейской прессе его имя ставилось в одном ряду с Инкой Гарсиласо де ла Вега и Тупаком Амару II. 4 июня 1948 года останки учёного были перенесены в мавзолей на территории Национального музея антропологии и археологии, воздвигнутый на средства его друга Германа Луна Иглесиаса. Библиотека и архив Тельо по завещанию поступили в университет Сан-Маркос, где составили отдельное собрание, позволившее в 1950—1970-е годы осуществить ряд посмертных публикаций, поскольку учёный мало и трудно писал. При жизни учёного света так и не увидел огромный объём археологической информации (восемь томов материалов по культуре Мараньон и шесть томов иной документации).
В опубликованной в 1966 году описи архива Тельо перечислялись 7662 единицы хранения, при передаче упакованные в 315 ящиков, не считая 216 ящиков книг из библиотеки учёного. Авторская классификация документов включала 35 секций. Переписка включала 6047 единиц хранения. Отдельно перечислялись полевые кроки, зарисовки, карты и планы (6 папок) и 14 альбомов с полевыми фотографиями. В мае 1970 года при музее университета Сан-Маркос был создан «Центр антропологической документации и архив Тельо». По состоянию на 2019 год, вышли пятнадцать томов Cuadernos de Investigacion del Archivo Tello — «Исследовательских записок архива Тельо».
В 1948 году на территории городища Пачакамака в исследуемом и реставрируемом археологом комплексе Мамакона был создан мемориальный музей — «уака Тельо», где был установлен бронзовый бюст учёного. В память тридцатилетия и пятидесятилетия кончины Тельо в Перу были проведены научные конференции и в 1977 и 1997 годах выпущены сборники научных трудов. В 2009 году было выпущено первое исследование о Тельо на английском языке, основной корпус которого составил перевод девяти статей, репрезентирующих научный стиль и концептуальные взгляды перуанского археолога.
Законом Республики Перу № 14977 от 20 марта 1964 года предписано строительство памятника Хулио Сесару Тельо на площади Пласа-де-Армас города Уарочири. В 1965 году посмертно археолог был возведён в степень амауты перуанского ордена Магистерских пальм. Семейный дом Тельо в Урарочири в 1996 году был объявлен охраняемым государством памятником культурного наследия и отмечен мемориальной доской, а памятник на площади Пласа-де-Армас был воздвигнут только в 2004 году.

## Хулио Тельо — антрополог и археолог

### Формирование антропологических и археологических воззрений Тельо
К моменту отбытия в 1909 году в Гарвардский университет Хулио Тельо полностью сформировался в профессиональном и личностном отношении. После окончания интернатуры в начале 1909 года он некоторое время практиковал как врач, имея собственный кабинет. Правительство Перу официально назначило его почётным представителем в совете Ассоциации армейских хирургов Соединённых Штатов Америки. Что касается обучения в Гарварде, сохранившийся аттестат демонстрирует, что в 1909—1910 академическом году он прошёл курс зоологии и четырёх предметов, относящихся к антропологии; в 1910—1911 академическом году Тельо записался на четыре курса антропологии. Это были «Археология и этнография Америки», «Археология и этнография Мексики», «Общая этнография» и так далее, причём на некоторые курсы записывалось не более одного-двух студентов. Кафедра антропологии в Гарвардском университете существовала с 1886 года, и её руководство находилось под сильным влиянием диффузионизма и исторического партикуляризма. Вместе с тем боасовская программа оказала огромное воздействие на Тельо, так как гарвардские преподаватели привили ему представления о первичности полевого опыта к любым обобщениям и интерпретациям. Тематика изучения скелетных останков, заложенная в Перу в предшествующее десятилетие, не оставляла Хулио Сесара и в Америке. Докторская диссертация Тельо («Использование мумифицированных человеческих голов и их репрезентация в древнем перуанском искусстве») была прямым продолжением его бакалаврских и магистерских штудий, будучи выполнена на стыке дисциплин.
Получив образование этнографа, Хулио Тельо может характеризоваться как социальный антрополог; данные, полученные методами этой науки, он неизменно применял в своих археологических исследованиях. Например, интерпретируя жилые комплексы, раскопанные во время раскопок в долине Римака, Тельо использовал данные по социальной организации современного ему айлью той же местности. Эти же обобщения переносились на Древнее Перу и империю инков. Тельо отлично представлял себе функционирование горной экономики, включая пастбищное скотоводство, ирригацию и методы земледелия, что позволило ему дискутировать с Крёбером о численности доиспанского населения Перу. Новые исследования 1980-х годов подтвердили правоту Тельо, который оценивал общую численность жителей империи инков в 10 миллионов человек (Крёбер занизил численность примерно в три раза). В известной степени Тельо предвосхитил исследования в области культурной экологии андских цивилизаций. Личный опыт Тельо не позволял игнорировать глубоко религиозного характера андских культур, поэтому в корпусе его опубликованных и неопубликованных работ много места уделено жертвоприношениям, инициациям, ритуалам умилостивления духов природы и шаманизму. Данная тематика стала центральной в работах его ученицы Ребеки Каррион Кашот. Сопоставляя этнографические данные и устную традицию индейцев, Тельо отдавал предпочтение им как главному источнику интерпретации археологических данных, а не записям испанских хронистов. Равным образом Тельо был склонен преуменьшать инновационность вклада инков в развитие андской цивилизации, что также служило обоснованием снижения авторитета испанских данных, относящихся к имперскому периоду. Напротив, Луис Валькарсель критиковал Тельо именно из-за «недоверия к нарративу». Тельо предпочитал набирать своих сотрудников из сельской местности, знакомых с особенностями традиционного образа жизни, отдавая предпочтение тем, кто владел искусством фотографии или рисования, что выводило на иной уровень их наблюдательные способности. Практически все ученики Тельо работали в музеях, а не в университетах, и не имели ни его харизмы, ни круга знакомств, чтобы продолжить заложенную Хулио Сесаром школу. В результате в институционном смысле перуанские древности стали изучать ученики Валькарселя, а теоретический вакуум восполнялся построениями индеанистов США, которые разрабатывали междисциплинарный проект долины Виру и программу Фулбрайта — Хейса. Прямое продолжение методология Тельо получила только в провинциальном университете Сан-Антонио-де-Абад в Куско, профессором которого служил ученик Тельо Мануэль Чавес Баллон, который со своими учениками работал в Пуно, Арекипе и самом Куско и через связи с американцами пропагандировал её в США.

### Основатели перуанской археологии: Макс Уле и Хулио Тельо

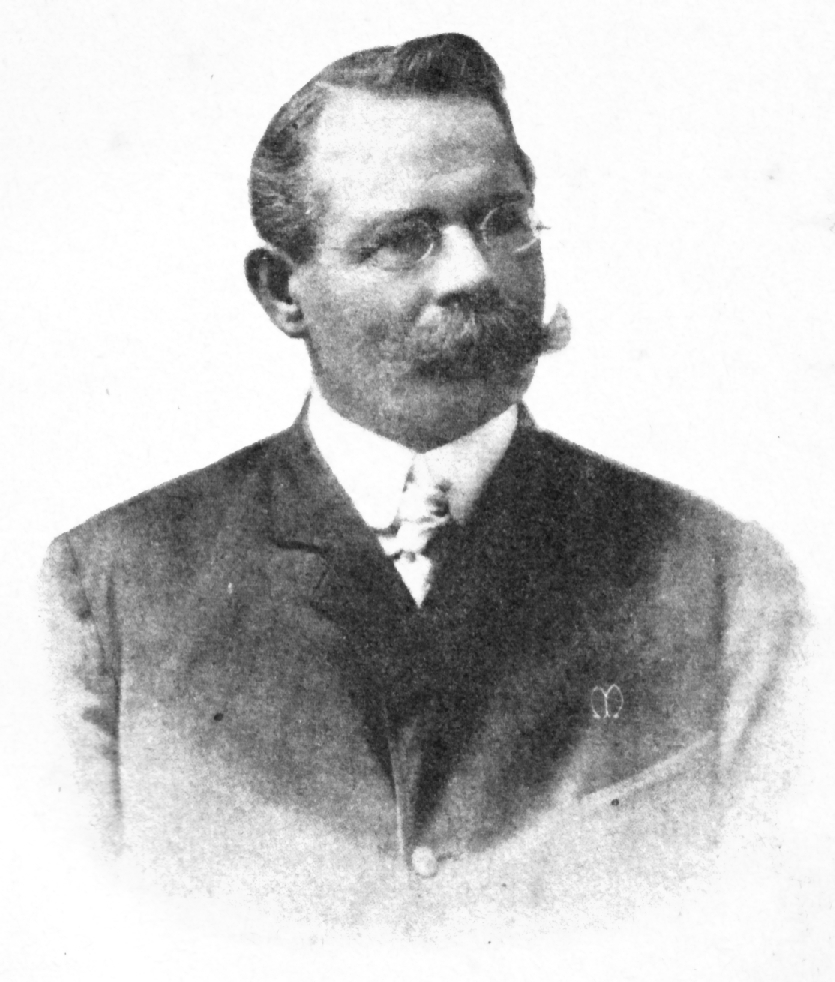
Макс Уле

По определению Алехандры Рамос (Ассоциация развития науки в Аргентине), вплоть до 1940-х годов в перуанской археологии безраздельно господствовали школы Макса Уле и Хулио Тельо, чьё научное наследие к XXI веку стало восприниматься в комплексе. Петер Каулике — пропагандист научного наследия М. Уле — в 1998 году сформулировал концепцию «двух столпов перуанской археологии», рассуждая о полярной несхожести методологии и философии Тельо и Уле. Хулио Тельо являлся представителем индигенизма, перуанского национализма, основываясь на методологии презентизма. В известном смысле он подменял археологию антропологией. Макс Уле был иностранцем, которого мало трогали политические коллизии современной ему Южной Америки (включая конструирование идентичностей) и который позиционировал себя как представителя чистой науки. Каулике выстраивал целый ряд бинарных оппозиций, характеризуя методы Тельо и Уле: «эволюционизм — диффузионизм», «индигенизм — империализм» и так далее.
Ключевое расхождение в подходах Уле и Тельо сводилось к проблеме происхождения доколумбовых андских обществ и выработке критериев периодизации археологических находок. Добытые ими данные неизбежно встраивались в политический контекст — становящегося перуанского национализма — и использовались представителями различных партий и идеологий. Уле при этом был новатором, который впервые в истории Перу активно внедрял передовые археологические методы (это касалось в том числе интерпретации находок), а Тельо преимущественно доказывал высокий уровень развития доиспанского Перу. Таким образом, в перуанских публикациях 1930—1950-х годов Макс Уле постоянно объявлялся «основателем перуанской археологии». В некрологе Тельо, зачитанном на совете университета Сан-Маркос в 1947 году, он был охарактеризован как учёный, «открывший новую эру в истории Перу, подсказавший нам, кто мы, откуда явились, и каково наше происхождение». В некрологе Торибио Мехия Шесспе учитель был назван «отпрыском генеалогического древа инков». Неоднократно подчёркивалось, что Тельо — чистокровный потомок инков и уже в этом отношении не имел аналогов в своей стране, когда «представитель чистой коренной расы занимался наукой». Иными словами, главной заслугой Тельо-археолога называлось установление прочной связи доиспанского прошлого Перу с настоящим и будущим этой страны.
Существовал и академический конфликт М. Уле и Х. Тельо, который неоднократно выливался в их дискуссии на международных научных форумах, включая конгрессы американистов. На XXI конгрессе 1924 года Макс Уле обнародовал свою гипотезу единого происхождения всех великих цивилизаций Нового Света, помещая их «колыбель» в географическую зону майя. В 1928 году на XXII съезде Тельо противопоставил этой концепции свой тезис, что доисторические предки андских культур пришли из Амазонии и в дальнейшем развивались автохтонно. Академический смысл этих дискуссий быстро исчез в политических предпочтениях современников. Публикации архивных монографий Тельо в 1950—1970-е годы оживили эти дискуссии. В Перу во второй половине XX века подчёркивалось, что правота Тельо базируется на его «100% индейском происхождении», том факте, что он «законный и прямой потомок строителей Саксайуамана и Мачу-Пикчу, Тиуанако и Кимбаи, Чавина и Чан-Чана». В общих исследованиях перуанской археологии, вышедших в США в 1970-е годы, Уле и Тельо равно именовались основоположниками перуанской археологии, хотя и противопоставлялось их алло- и автохтонное происхождение, а также упоминалась националистическая позиция Тельо. В 1990-е годы происходила быстрая переоценка ценности трудов Тельо. Если Нава Каррион в 1992 году называла его наследие «монументальным», подчёркивая важность Тельо для самоидентификации перуанцев, то уже в 1997 году Амат Оласабаль назвал Хулио Тельо «фальсификатором подлинного перуанского прошлого», «аборигеном, который полностью растворился в своём славном прошлом». Альберто Буэно Мендоса в 1999 году заявил, что высочайший авторитет Тельо основывался, главным образом, на его личности. Кроме того, будучи политическим деятелем, он сумел «изменить настоящее и прошлое Перу».
Методология Тельо была отмечена особым отношением к археологической периодизации. Макс Уле стремился выстроить единую хронологию археологических культур Перу, расположив их по стратиграфии. Тельо игнорировал культурную динамику, будучи иррационально убеждённым в существовании единого «Андского царства» на всём протяжении доколумбовой истории Перу. Иными словами, Уле использовал генетический метод, а Тельо — типологический, игнорируя эволюционную теорию. Исследователи Моралес Чокано (1998) и Астуаман Гонсалес (2005) обвиняли перуанскую археологию в «засилье иностранцев», утверждая, что археологи США после кончины Тельо монополизировали исследования, навязывая свои теоретические построения, восходящие к американской историко-культурной школе. При этом между 1946—1959 годами состоялись четыре круглых стола по исторической и антропологической терминологии в Перу, на которых усилиями Торибио Мехия и Рафаэля Ларко возобладала типология Тельо.

### Интеллектуальный вклад Хулио Тельо

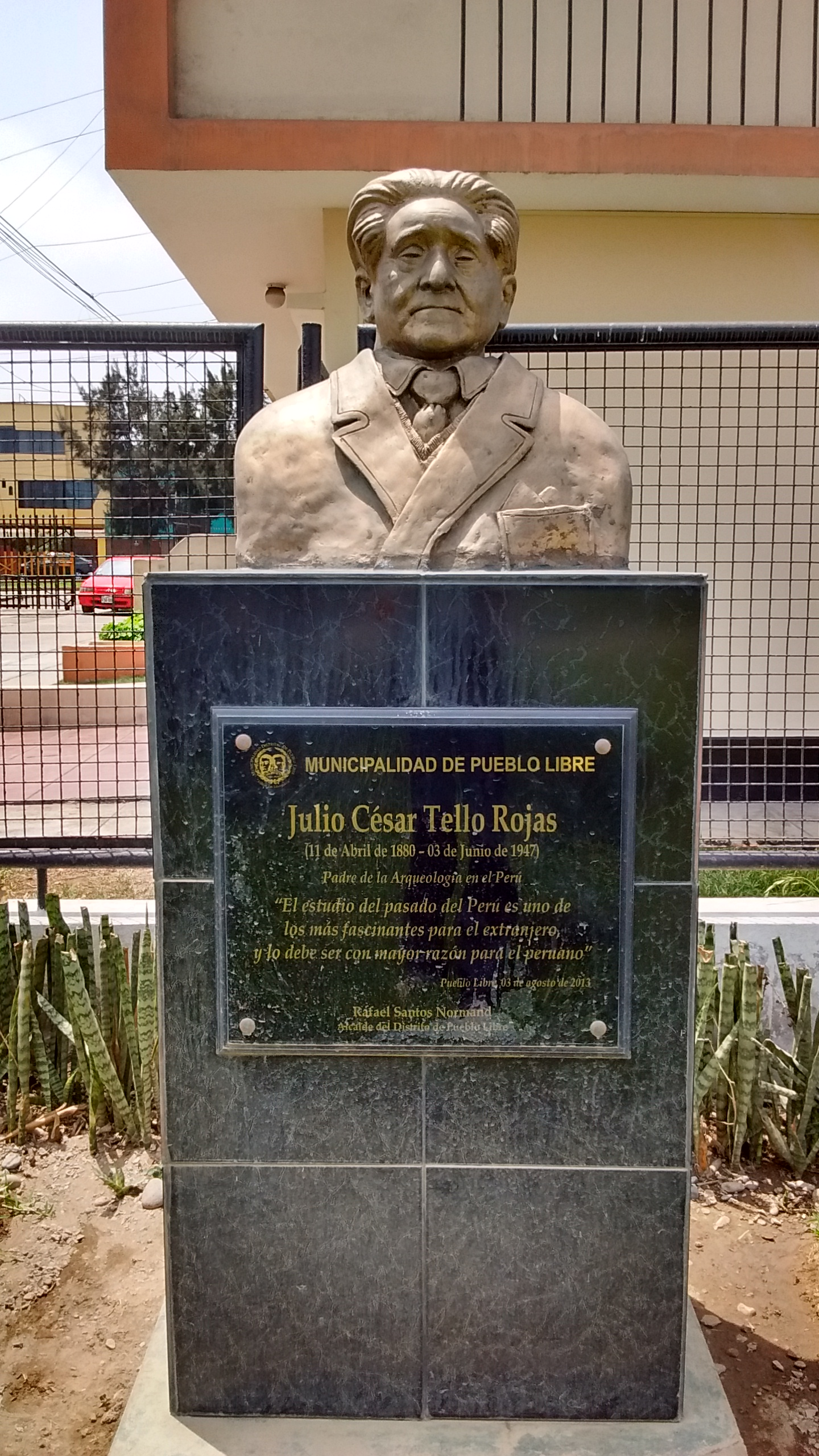
Уака Тельо в Лиме

Оценка научного наследия Хулио Сесара Тельо крайне затруднена его «культом» в Перу, что американский антрополог украино-еврейского происхождения Джон Мурра назвал «положением пророка в своём отечестве». В стране тысячи объектов, названных в его честь, включая музей, школы, улицы, деревни, политический институт и аграрные кооперативы. В перечне перуанцев, определивших судьбы страны, составленном Пабло Масерой, Тельо оказался рядом с революционером Абимаэлем Гусманом и девушкой-чудотворцем Саритой Колония. С точки зрения американского археолога и антрополога Ричарда Бёрджера, это совершенно естественно, так как профессиональная деятельность и биография Тельо неразделимы: главными его достижениями были демонстрация того, что древняя перуанская цивилизация являлась автохтонной, и опровержение диффузионизма. Будучи представителем коренного населения, Хулио Сесар утверждал, что доиспанское прошлое Перу способно предложить решение ряда социально-экономических проблем, и провозглашал, что «современная испано-перуанская цивилизация воздвигнута на туземном пьедестале… Настоящее поколение обязано возродить прошлое и вернуть то, что прославило его». Соответственно, как учёный Тельо не получил международного признания. Он сформулировал проблему автохтонизма и утверждал, что это — центральный вопрос перуанской археологии как таковой, активно отстаивая политическую актуальность археологии. Известность археолога при жизни и после смерти объяснялась его целенаправленной деятельностью по пропаганде своих взглядов, которая последовательно велась через ежедневные столичные и провинциальные газеты, и часть его наиболее существенных открытий при жизни освещались только популярной прессой, но не научными изданиями.
Будучи последовательным националистом, Тельо был лишён ксенофобии и даже упомянул Гарвардский университет в своём завещании. Будучи приверженцем научного метода, он утверждал, что будущее перуанских индейцев будет обеспечено достижениями современной науки. Посетив лично и участвуя в раскопках абсолютного большинства археологических памятников Перу, Тельо был склонен к широким обобщениям и любил рассуждать об общих вопросах, пренебрегая скрупулёзными отчётами о раскопках, которые в абсолютном большинстве остались в архиве. Альфред Крёбер сравнивал его со Шлиманом: как и первооткрыватель Трои, Тельо использовал методы и доказательства, авторитетные лично для него, и остающиеся непонятными или абсурдными для окружающих, что тем не менее не мешало получать новое знание и проводить исследования по самым высоким научным стандартам. Однако полученные и Шлиманом, и Тельо интерпретации не всегда удовлетворительны, преимущественно из-за крайней нетерпеливости обоих исследователей, стремившихся скорее оповестить о своих достижениях широкую публику. В то же время Тельо всегда подчёркивал необходимость специализации и профессиональной подготовки археологов, что резко отличало его как от Луиса Валькарселя, так и от Тура Хейердала.

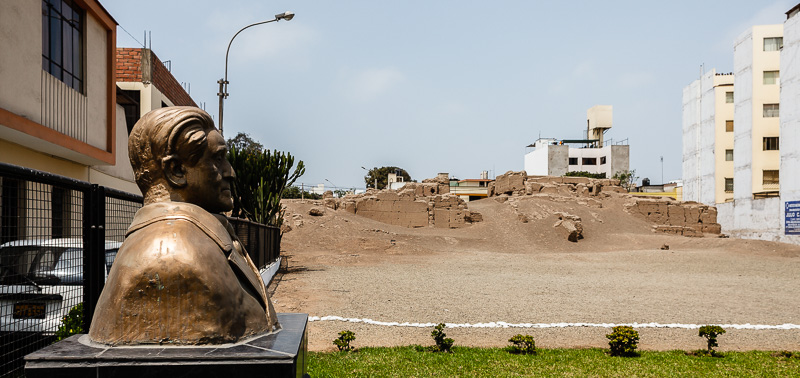
Памятник Тельо в Лиме на фоне раскопок

Принципиальной доминантой археологического мышления Тельо являлась центральная роль высокогорья в развитии перуанской цивилизации. До его раскопок основное внимание перуанских и зарубежных археологов было приковано к памятникам тихоокеанского побережья, хотя ещё с колониальных времён основное экономическое и демографическое воспроизводство осуществлялось в андских регионах. Тельо убедительно продемонстрировал богатство памятников горных зон и на примерах археологических культур Чавина и Уари доказал, что сложившиеся в горах культуры оказывали воздействие на жителей побережья, а не наоборот. Широкомасштабные раскопки разведанного им крупного центра Рекуай начались через шестьдесят лет после кончины археолога. Второй важнейшей гипотезой Тельо являлось его убеждение в том, что предыстория андских цивилизаций коренилась в эволюционных связях амазонских тропических низменностей и высокогорья. В колониальные времена межзональное взаимодействие было насильственно прервано и стало смещаться на другую сторону Анд в связи с развитием морской торговли. Таким образом, древнейшее земледелие в Южной Америке возникло в Амазонии, постепенно распространялось в горных долинах и далее было перенесено на побережье. Данные мифологии лесных индейских народов широко использовались для интерпретации археологических находок на Перуанском нагорье и тихоокеанских низменностях, исходя из генетической общности культур разных макрогеографических зон. Важнейшим открытием Тельо стало доказательство значительной древности перуанских культур. Макс Уле и Альфред Крёбер утверждали, что формативным периодом для Перу являлась так называемая «региональная эпоха», датируемая промежутком 100 года до н. э. — 600-х годов нашей эры. Тельо ещё в 1920-е годы объявил, что праисторию цивилизации перуанских индейцев можно проследить, вероятно, до 1000 года до н. э., предположив, что древнейшим центром культурогенеза являлся Чавин-де-Уантар, влияние которого первоначально распространялось по горам на север и на юг и лишь затем по западным низменностям. Научная интуиция привела Тельо в Котош на влажных восточных склонах Анд, которые он связывал с формированием чавинской культуры. Подтверждение этим гипотезам было получено уже в 1960-е годы. Равным образом Тельо заявил, что Чавин предшествовал культурам Паракаса и Наски, несмотря то, что в 1930-е годы господствовала прямо противоположная гипотеза. Полученные с помощью радиокарбонного метода датировки подтвердили хронологию Тельо, разработанную на основе стратиграфических наблюдений.
Как писал Р. Бёрджер, «несмотря на замечательную интуицию Тельо, он не был чудотворцем» и совершал серьёзные ошибки. В своём исследовании о Вира-Коче Тельо использовал архаические элементы культуры Моче, которые связывал с Чавином. Как показали последующие раскопки, для этого не было никаких оснований. Равным образом, описывая каменные постройки и статуэтки культуры Уари в Пикильякте, Хулио Сесар считал, что этот мегалитический стиль предшествовал инкскому, что не подтвердилось впоследствии. Иногда он признавал свои промахи, например, когда в конце жизни осознал неверность оценки культуры Рекуай как архаической и предшествующей чавинской.

### Публикации Хулио Тельо в восприятии рецензентов

#### Сифилис и трепанация черепа в Древнем Перу

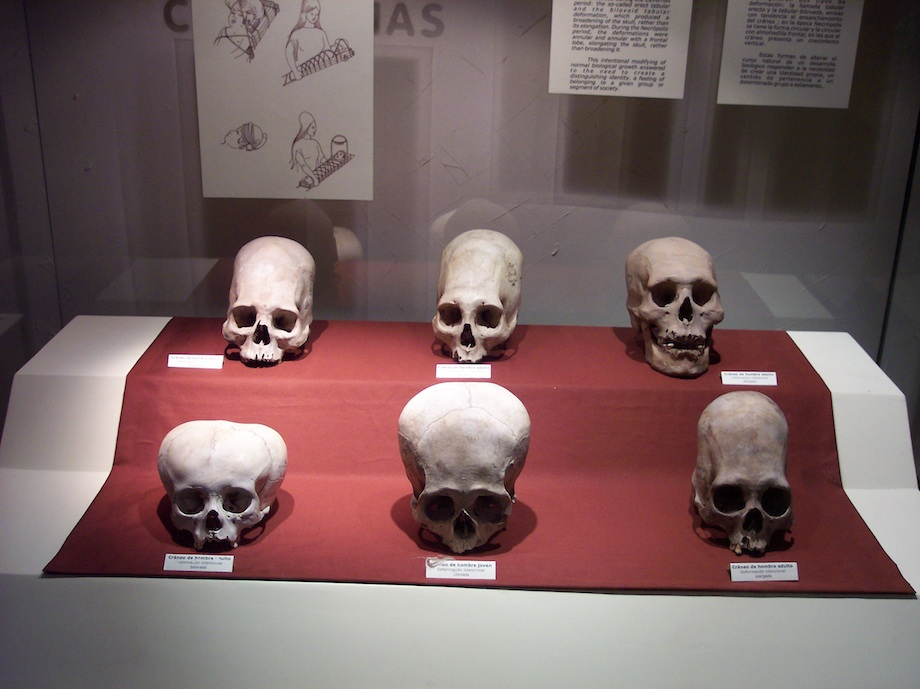
Деформированные черепа из Паракаса в коллекции Национального музея археологии, антропологии и истории Перу

Внимание научного сообщества привлекла бакалаврская диссертация Хулио Тельо «О древности сифилиса в Перу», рецензия на которую вышла во французском «Журнале общества американистов» в 1909 году. Рецензент сразу обратил внимание на склонность Тельо к использованию исторического метода: во введении тот активно задействовал лексику языков аймара и кечуа, приведя список терминов, обозначающих венерические заболевания, вероятно, сифилитической природы, и анализируя фольклорные тексты. Отдельная глава была посвящена эпидемии в царствование Уайна Капака. Она была основана на источниках эпохи конкисты: Сьеса де Леона, Педро Писарро, де Гамбоа, Инки Гарсиласо, и других. Автор отмечал сложности интерпретации староиспанских текстов, так как писатели XVI—XVII веков путали сифилис и проказу, а также, вероятно, тиф.
В попытке разрешить эти противоречия Тельо обратился к своей антропологической коллекции, обнаружив в захоронениях времён конкисты характерные повреждения скелета и следы трепанации черепа, которые, не колеблясь, приписывал попыткам лечения сифилитических поражений. Исследование черепов иллюстрировано четырнадцатью фотовклейками высокого качества. Автор использовал только материалы из могил, в которых присутствовал исключительно каменный и медный инвентарь, то есть относящийся к доколумбовой эпохе. Впрочем, рецензент, скрывшийся под псевдонимом «Капитан», с сомнением отнёсся к интерпретациям Тельо сообщений хронистов о язвенных поражениях лица, так как экзостозы на фото 5 и 6 «не патогномоничны для изучаемого заболевания». Тем не менее Тельо были приведены важные доказательства автохтонности сифилиса для Перу. На фото 4 приведена фотография костяка из захоронения культуры Чиму с почти полностью разрушенным носовым хрящом и верхней челюстью. Для сравнения помещена древнеперуанская статуэтка, явно изображающая девочку с врождённым сифилисом, внешность которой хорошо соотносится с костными останками. Рецензент заявил, что диссертация «делает величайшую честь своему автору» и вносит важный вклад в науку общей патологии.
Как отмечал перуанский исследователь Сесар Астуаман Гонсалес, для Тельо работа о сифилисе сыграла существенную роль в формировании общего подхода к перуанскому прошлому. Главная гипотеза сводилась к бинарной оппозиции: либо сифилис является для Андского региона экзотическим заболеванием, завезённым из другого региона Америки либо с другого континента; или же это автохтонное заболевание. Точно такая же терминология использовалась в работах 1920-х годов, посвящённых генезису андской цивилизации.
В «Журнале общества американистов» была помещена и рецензия на доклад Тельо о трепанации черепов в местностях Яуйо и Уарочири, зачитанный на Международном конгрессе американистов в 1912 году. Хулио Сесар не рассматривал ритуальной стороны трепанации; все обследованные им останки имели следы травматических переломов или иных повреждений. Техники трепанации были весьма разнообразными, хотя и «жестокими» с позиции медицины 1910-х годов. «Сколь бы неумелыми ни были хирурги [древности], многие из черепов, собранных магистром Тельо, свидетельствовали о счастливом исходе, так как демонстрируют заживление и нарастание утраченного костного материала».

#### «Древнее Перу» и «Некрополь Паракаса»

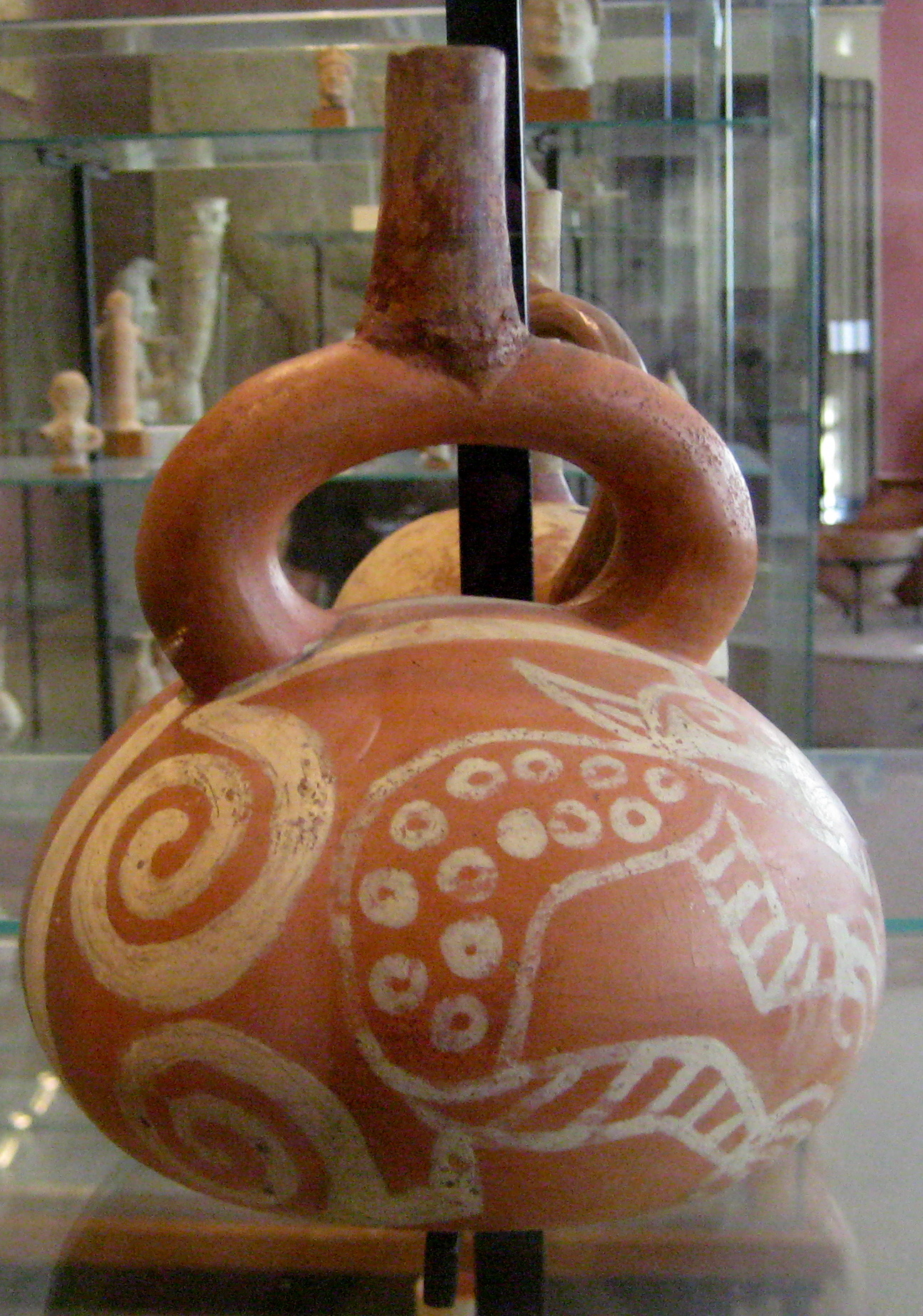
Чавинский полихромный сосуд из собрания ГМИИ им. А. С. Пушкина

Первая книга Тельо о Древнем Перу, вышедшая в свет в 1931 году, была замечена миссионером-этнографом Георгом Хольткером. Анализируя её содержание, рецензент обратил внимание на оригинальную типологию единой андской культуры, предложенную Хулио Тельо. Периоды таковы:
1. первый, или архаический: мегалитическая эпоха;
2. второй, или литоральный: дифференциация культур;
3. третий, или кульминационный: эпоха племенных конфедераций, включая инкскую.

Небольшая по объёму книга была посвящена именно архаической эпохе, репрезентативным памятником которой Тельо считал на юге Тиуанако, а на севере — Сан-Агустин. Упоминались автором и его новейшие раскопки на полуострове Паракас.
Объёмный доклад Тельо на XXVII конгрессе американистов о происхождении андской цивилизации вызвал в 1943 году рецензию американского археолога Альфреда Киддера. Рецензент отмечал, что длительность научной карьеры Тельо сама по себе гарантирует, что он непосредственно работал с огромным количеством материалов и раскопов, при этом значительная часть его находок никогда не публиковалась и не может быть оценена со стороны, что «исключает окончательные суждения относительно его выводов». К концу 1930-х годов типология Тельо существенно усложнилась. Первый этап характеризуется расписной керамикой и грубой каменной скульптурой, репрезентируется памятниками Чавина (север Перу), Паракас (Центральное Перу) и Пукара (юг). Культуры второго этапа локализуются в Западных Андах; здесь произошла доместикация ламы, и шерсть этого животного (как и альпаки и викуньи) стала широко использоваться в текстильном производстве. Памятники этой эпохи расположены в горном Эквадоре и в районе Рекуай. Третий этап характеризуется расцветом культур тихоокеанского побережья, в первую очередь Чиму и Наска. Четвёртый этап соответствует государству инков и в целом отмечен упадком художественных стилей. Выводы Тельо Киддер именовал «в лучшем случае гипотетическими», хотя и поданными как факт. Рецензент отмечал, что интерпретации Тельо не поддерживались большинством перуанских археологов, но опровергнуть их крайне сложно, если не невозможно. «В целом в работе отсутствует прочная база для широких обобщений, и неспециалист найдёт слишком мало описательного материала, чтобы дать ему адекватную оценку».

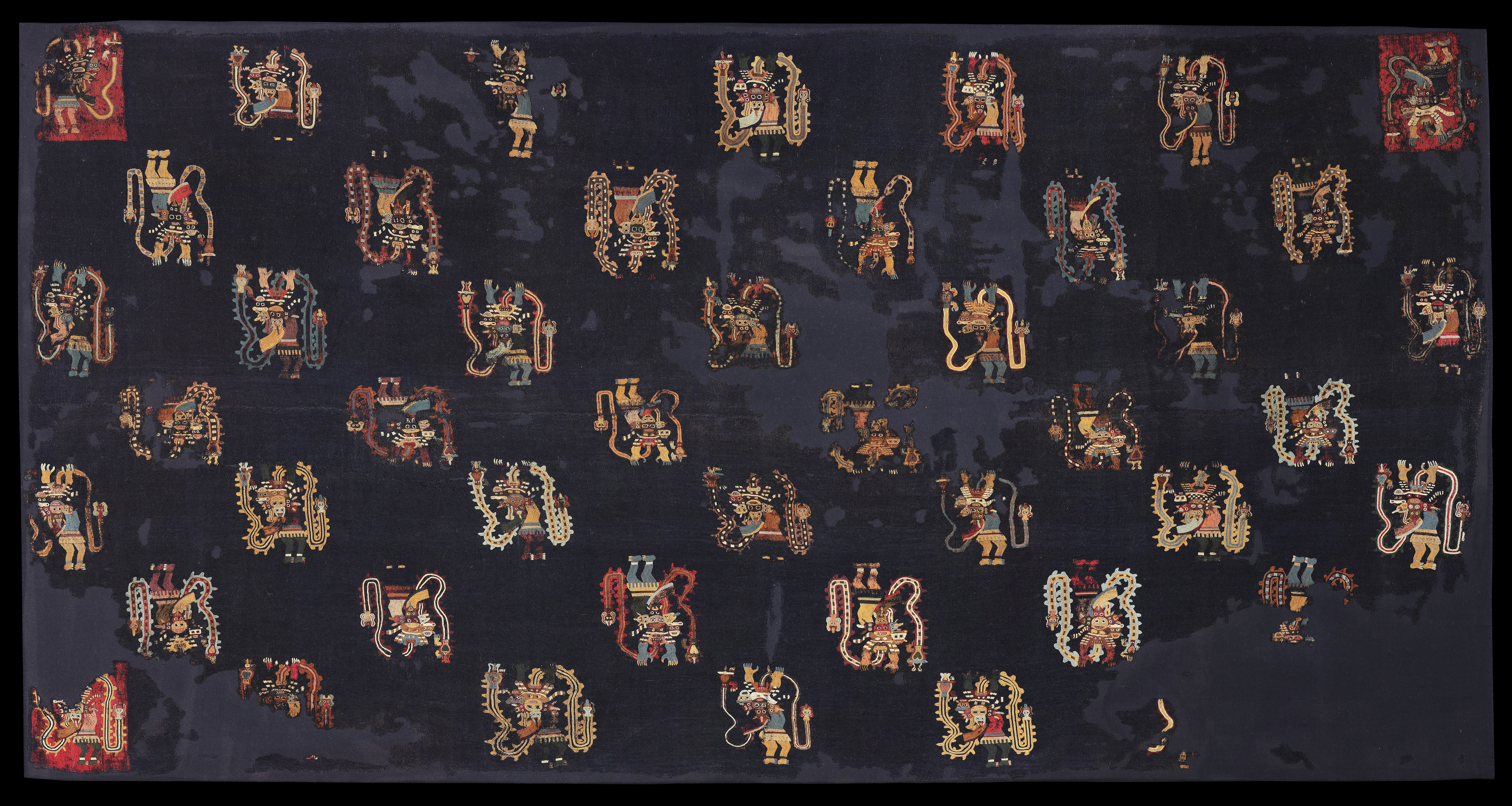
Ритуальная паракасская накидка с изображениями сверхъестественных существ. Художественный музей Лимы

Посмертная публикация первого тома «Раскопок в Паракасе» вызвала объёмную рецензию писателя и библиографа Альберто Тауро дель Пино. Он напоминал, что Тельо крайне скупо обнародовал данные о своих сенсационных открытиях мумий, завёрнутых в ткани с искусной цветной вышивкой: вышла статья в «Эль Комерсио» 6 февраля 1926 года; в сентябре 1926 года Тельо отправил тезисы сообщения на XXII конгресс американистов Риме и в 1929 году кратко упомянул открытие в своей книге о древнейшем Перу. Открытие Паракаса стало принципиально важным для выстраивания Тельо трёхчастной типологии праистории Перу: в 1934 году он определил черты сходства между стилем и орнаментами Паракаса и изображениями на чавинской керамике, также были установлены генетические связи с керамикой Наска, которые выражались в формах сосудов с трубчатой шейкой и технике полихромной окраски. Вновь подготовленная архивная рукопись включалась только введение и три первые главы, посвящённые истории открытия некрополя в Паракасе, географии археологических находок Центральных Анд и доступных древнему человеку природных ресурсов этого региона. Рукопись была подготовлена на основе полевых книжек и снабжена 93 цветными иллюстрациями и 143 чёрно-белыми схемами и картами. Антрополог Университета Беркли Анна Гейтон подсчитала в своей рецензии, что в издании первого тома в среднем приходится 950 слов на страницу. Тем не менее рецензент сразу заявила, что «никто, знакомый с археологическими методами и публикациями Тельо не будет ожидать соответствия работы стандартам современной археологии». Не избежала А. Гейтон сравнения Тельо с Максом Уле: если первый являлся «отцом перуанской археологии», то второй — «её преданным сыном». Выразив благодарность редактору — Мехия Шесспе, рецензент обратила внимание на несоответствие текста и иллюстраций: 93 цветные фотовклейки демонстрируют керамику и орнаменты на тканях Наска и Паракаса, которые почти не разъясняются в тексте. Таблицы с XI по XXVI демонстрируют процесс разворачивания мумии, начиная от внешних покровов, а следующие 26 иллюстраций изображают узоры на каждой из ритуальных мантий, в которые было обряжено тело (все фигуры на всех мантиях идентичны, отличаясь только формой масок и глаз). Иллюстрации составляют самостоятельный ряд, позволяющий увидеть единство чавинских влияний в стиле ювелирных изделий, глиняных изделий и даже узоров на ритуальных тыквах. Отмечена и постепенная утрата символического значения узоров, которые в поздних тканях и керамике Наска превращаются в «мешанину декоративных элементов».

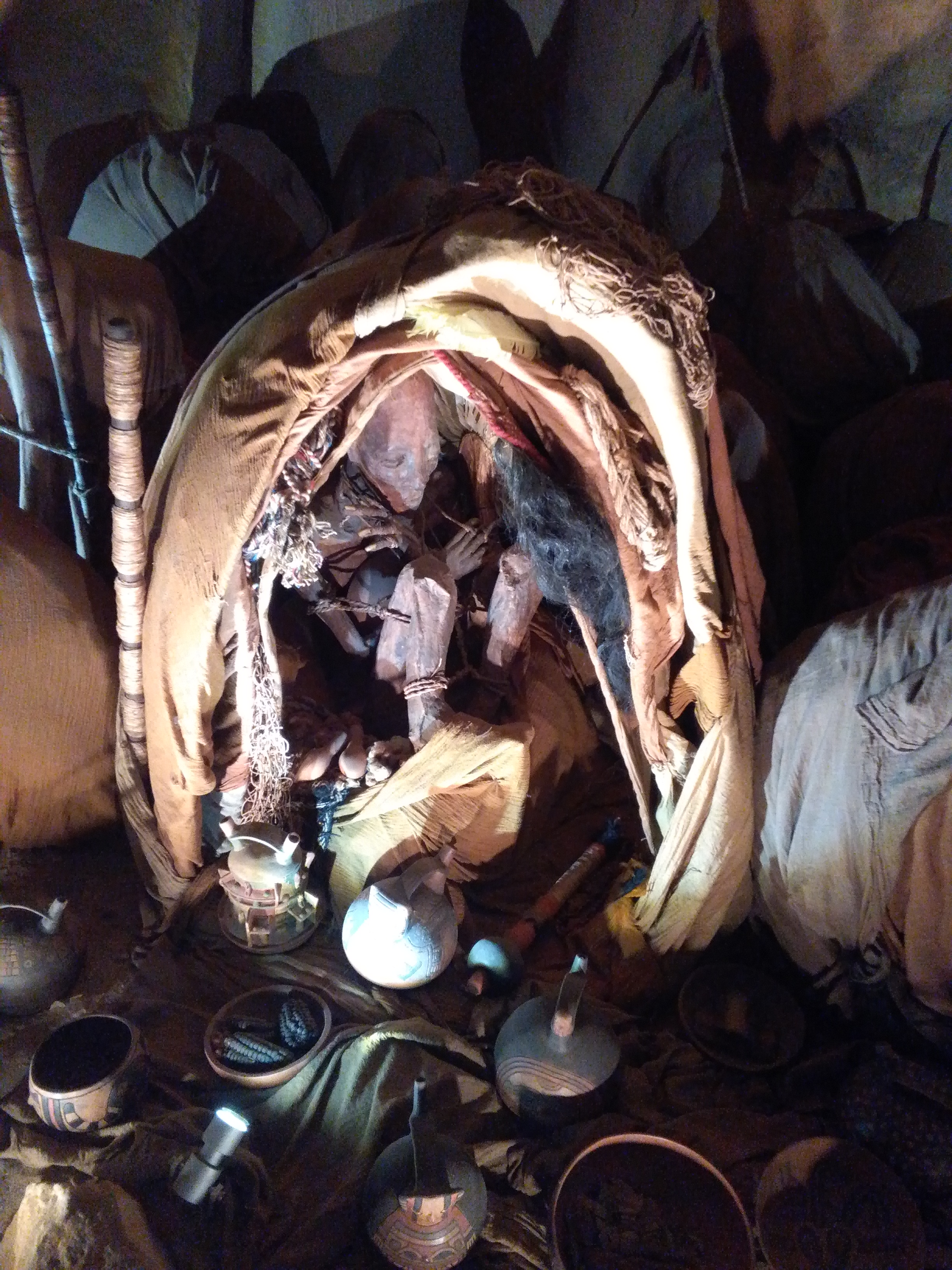
Реконструкция паракасского погребения из собрания Музея археологии, антропологии и истории Перу

Выход в свет второго тома «Паракаса» в 1979 году был отмечен рецензией Энн Пол (Университет Джорджии). Том, озаглавленный «Пещеры и некрополь», был посвящён раскопкам Тельо и Мехия Шесспе на Паракасе с августа 1925 по октябрь 1930 года. Данный том впервые содержал точные данные о содержимом некрополя, снабжённые картами мест захоронений, обеспечивая широкий археологический контекст для изучения паракасской культуры. «Пещерами» первооткрыватель назвал зону захоронений верхних террас Серро-Колорадо, а в километре к северо-западу от него располагались зона Арена-Бланка, или Кабеса-Ларга, и некрополь Уари. Тельо считал все эти комплексы взаимосвязанными, но созданными в разное время. Ранний, «пещерный» период отмечен погребальными камерами в форме бутылки, тогда как в поздние периоды создавались большие кладбища. Именно в некрополе Уари-Каян находилось 429 мумий разного размера и сохранности. Из сорока гробниц нижнего горизонта исследователями было вскрыто лишь двенадцать, в каждой из которых находилось от одного до четырёх тел, погребённых в позе эмбриона. Это были захоронения как детей, так и взрослых, в одном случае в гробнице была обнаружена мумифицированная собака, завёрнутая в ткань. Максимальное число мумий, находящихся в погребальной камере в районе «Пещер», достигало 37. Во всех случая мумии сопровождались пищей, керамическими изделиями, костяными иглами, обсидиановыми ножами, гребнями, клубками нитей и тканями. Мумии разворачивались на месте, но из опубликованных полевых записей не всегда ясно, насколько хорошо каждый образец был помечен, и не было ли случаев перемешивания находок при последующем изучении. Иллюстрации части описанных находок были помещены в первый том «Паракаса». Большое кладбище Кабеса-Ларга было разграблено уакеро между 1910—1925 годами. Инвентарь был богат, поскольку мумии были не просто завязаны в тканевые кули, но и снабжены богатой одеждой, а иглы, вотивная керамика, ожерелья из ракушек, веера из перьев и кусочки чеканного золота помещались между слоями ткани. Посохи и крупные керамические сосуды размещались снаружи и подпирали мумию. Тельо разработал классификацию обнаруживаемых мумий; его схемы обозначают каждую как «большую», «среднюю» или «малую», на схемах и картах показано расположение каждой пронумерованной мумии по отношению к остальным, а также глубина захоронений. Из 429 мумий, извлечённых Мехия, к 1982 году была развёрнута примерно четверть, обнаруженный инвентарь был распылён по разным экспозициям Национального музея в Лиме. Для примера Мехия Шесспе опубликовал подробные описи вскрытия четырёх больших мумий. Такого рода описания имеют и практическое значение, позволяя перепроверять точность инвентарных номеров или идентифицировать комплекс предметов, бирки с которых были утеряны. Завершение публикации «Паракаса» было названо Э. Пол «гигантским шагом вперёд» в изучении паракасской культуры.

#### «Избранные страницы»
В 1967 году Национальный университет Сан-Маркос выпустил сборник неопубликованных статей Тельо под названием «Избранные страницы» под редакцией и с предисловием Торибио Мехия Шесспе. До этого Торибио Мехия издал полевые дневники раскопок в долине Казма, книгу о Чавине как «матрице» андской цивилизации и «Историю национальных музеев Перу в 1822—1946 годах» своего учителя. В предисловии сборника Мехия Шесспе дал характеристику археологической деятельности своего учителя с 1916 по 1946 год, противопоставляя его Максу Уле. Основной текст был разделён на пять частей: «Андская географическая среда», «Реформа управления университета Сан-Маркос», «Научные исследования», «Перуанская цивилизация», «Открытие и завоевание Перу». По мнению рецензента — Эмилии Ромеро де Валье, ключевой была четвёртая часть, преимущественно посвящённая проблеме айлью в Перу и её глубочайшей древности, выводимой от культуры Рекуай. Э. Ромеро де Валье подчёркивала важность деятельности японской экспедиции в Перу, которая подтвердила датировки Тельо и открыла Храм скрещённых рук, — вероятно, древнейшее культовое здание в Южной Америке. В пятой части приводятся доказательства того, что так называемая «империя инков» была конфедерацией разных этносов, говорящих на разных языках, все институционные и прочие достижения которой были созданы до инкского объединения. Тельо активно критиковал концепцию Гарсиласо де ла Веги. Много места в книге было посвящено трудам Тельо о керамике, по изображениям на которой он пытался реконструировать религиозную систему древних перуанцев. Хулио Сесар отождествлял бога-творца Вира-Кочу с ягуаром и считал именно этот культ исконно перуанским, тогда как инки навязывали культ Солнца и Луны по всей контролируемой ими территории как своего рода политическую идеологию и выражение лояльности. Тем не менее инки оказали и положительное воздействие, так как объединили разрозненные прежде племена, не трогая уже сложившиеся общинные структуры; испанское завоевание было катастрофой, принёсшей иные: язык, религию, цивилизацию и общественный идеал.

## Труды
Первая сводная библиография трудов Х. Тельо была составлена Хулио Эспехо Нуньесом. Сводная аннотированная библиография составлена Ричардом Дэггетом и Ричардом Бёрджером.
- Tello J. La antigüedad de la sífilis en el Perú : Tesis para optar el Grado de Bachiller. — Lima — Perú, 1909. — 212 p.
Capitan. [La Antiguedad de la sifilis en el Peru (Thèse pour le Baccalauréat en médecine)] :  [фр.] // Journal de la Société des américanistes[фр.]. — 1909. — Vol. 6, no. 1/2. — P. 283—285.
- Tello Julio C. Prehistoric Trephining among the Yauyos of Peru // Proceedings of the XVIII International Congress of Americanists. — 1912. — Vol. I. — P. 75—83.
Dr Poutrin. Critique: [Tellö (Julio G.). Prehistoric trephining among Peru (La trépanation aux temps préhistoriques du Pérou). International Congress of Americanists. of the XVIII session, Londres, Í912, t. I, 83, 3 planches] :  [фр.] // Journal de la Société des américanistes. — 1919. — Vol. 11. — P. 257. — JSTOR 44396044.
- Tello Julio C. Antiguo Peru. Primera época / Editado por la Comisión Organizadorad ei Segundo Congresso Sudamericanod e Turismo. — Lima : Emp. Ed. «Excelsior». Cailloma, 1929. — 183 p.
Höltker P. G. Bibliographie: [Antiguo Peru] :  [нем.] // Anthropos. — 1931. — Vol. 26, no. 1/2. — S. 292. — JSTOR 40446162.
- Las primeras edades del Perú / por Guamán Poma. Ensayo de interpretación por Julio C. Tello. Versión al castellano de los términos indígenas, por Toribio Mejía Xesspe. Ilustraciones de Guamán Poma, Pedro Rojas Ponce y Hernán Ponce Sánchez. — Lima : Empresa gráfica T. Scheuch, s.a., 1939. — 110 p. — (Publicaciones del Museo de antropologia. vol. I, no. 1).
- Tello J. Origen y desarrollo de las civilizaciones prehistóricas andinas : Reimpreso de las Actas del XXVII Congreso de Americanistas de 1939. — Lima : Libreria e Imprenta Gil, S. A., 1942. — 132 p.
Kidder A. Review: [Origen y Desarrollo de las Civilizaciones Prehistóricas Andinas. Reimpreso de las Actas del XXVII Congreso de Americanistas de 1939] // The Hispanic American Historical Review[англ.]. — 1943. — Vol. 23, no. 3. — P. 494—495.
- Tello J. Paracas: Primera Parte / Edited by Toribio Mejía Xesspe. — Lima : Empresa Gráfica T. Scheuch S. A., 1959. — iv, 72 p. — (Publicación antropológica del Archivo «Julio C. Tello» de la Universidad Nacional Mayor de San Marcos).
Tauro A. Critica, bibliografica: [Paracas. Primera Parte] :  [исп.] // B. B. A. A. Boletín Bibliográfico de Antropología Americana. — 1959. — Vol. 21/22, no. 2. — P. 87—91. — JSTOR 40974242.
Gayton A. H. Review: [Paracas: Primera Parte by Julio C. Tello and Toribio Mejia Xesspe] // American Antiquity. — 1960. — Vol. 26, no. 2. — P. 290—291. — JSTOR 276218.
  - Tello J. C. Paracas. Primera parte :  [исп.] / Presentación, biografía y estudios introductorios César W. Astuhuamán Gonzáles, Richard E. Daggett, Jürgen Colte, Harold Hernández Lefranc. — Lima, New York : Universidad Alas Peruanas. Fondo Editorial de la UNMSM; Institute of Andean Research, 2005. — 534 p. — (Julio C. Tello Obra completa. Volumen 2). — 500 экз. — ISBN 9972-46-279-X.
- Tello Julio C. Páginas escogidas. — Lima : Universidad Nacional Mayor de San Marcos, 1967. — XXIII, 242 p.
Romero de Valle E. Review: [Páginas escogidas by Julio C. Tello] // Revista de Historia de América. — 1967. — № 63/64. — P. 261—264. — JSTOR 20138784.
- Tello J. Paracas. Segunda Parte: Cavernas y Necrópolis / Edited by Toribio Mejía Xesspe. — Lima : Universidad Nacional Mayer de San Marcos, 1979. — 502 p.
Paul A. Review: [Paracas. Segunda Parte: Cavernas y Necropolis by Julio C. Tello and Toribio Mejia Xesspe] // American Antiquity. — 1982. — Vol. 47, no. 4. — P. 902—903. — JSTOR 280296.

## Комментарии
1. ↑  22 мая 1947 года было заверено завещание доктора дона Хулио Сесара Тельо Рохаса, содержащее важную информацию о частной жизни учёного. В завещании упомянута супруга донья Олив Чизмэн де Тельо и четверо дочерей, из которых Олив и Роза умерли, не оставив потомства, остались замужняя старшая дочь Грейс Тельо Чизмэн де Монтойя и незамужняя несовершеннолетняя Елена Тельо Чизмэн. Также наследником был объявлен внебрачный сын Хулио Тельо Дуэньяс, родившийся до женитьбы Хулио Сесара Тельо. Олив де Тельо имела приданого на 500 фунтов стерлингов, и благодаря её стараниям и предусмотрительности активы семьи увеличивались. К 1946 году Тельо владел двумя домами в Лиме на улице О’Донован (№ 115 и 125), участком в округе Магдалена и в округе Лурин (у въезда в Пачакамак), несколькими гектарами сельхозугодий близ шоссе Лима — Уарочири в районе Тинахи, а также библиотекой и архивом[41].

### Воспоминания и некрологи
- Espejo Núñez J. Julio C. Tello (1880—1947) :  [исп.] // B. B. A. A. Boletín Bibliográfico de Antropología Americana. — 1950. — Vol. 13, no. 2. — P. 287—290. — JSTOR 40973130.
- E. T. V. Legado del Doctor Julio C. Tello a la Universidad Mayor de San Marcos de Lima :  [исп.] // Revista de Historia de América. — 1948. — № 26 (diciembre). — P. 438. — JSTOR 20137733.
- Lothrop S. K. Julio C. Tello, 1880—1947 // American Antiquity. — 1948. — Vol. 14, no. 1. — P. 50—56. — Bibliography compiled by Julio Espejo Núñez (p. 54—56). — JSTOR 276044.
- Ponce Sánchez H. 50 anécdotas del Sabio Tello :  [исп.]. — Lima : Editorial La Universidad Librería, 1957. — 202 p. — Impreso en la Argentina.
- R. d'H. Décès du Dr Julio C. Tello :  [фр.] // Journal de la Société des américanistes[фр.]. — 1947. — Vol. 36. — P. 241.

### Монографии и статьи
- Daggett R. E. Julio C. Tello, Politics, and Peruvian Archaelogy, 1930—1936. — Orono : University of Maine, 2016. — iv, 180 p. — (Andean Past Monograph; 1).
- Daggett R. E. Julio C. Tello and the Institute of Andean Research. 1936—1943. — Orono : University of Maine, 2021. — v, 399 p. — (Andean Past Monograph; 5).
- Historia de la Arqueología en el Perú del siglo XX :  [исп.] / Henry Tantaleán & César Astuhuamán (Eds.). — Lima : Institute of Andean Research, 2013. — 627 p. — (Actes & Mémoires de l’Institut Français d’Études Andines. Tomo 34). — ISBN 978-9972-623-83-7.
- Holguín Callo O. Palma y Tello: una carta y unas chirigotas :  [исп.] // Revista de la Universidad Católica. — 1982. — № 11—12. — P. 169—174.
- The Life and Writings of Julio C. Tello: America's First Indigenous Archaeologist / Ed. by R. Burger. — Iowa City : University of Iowa Press[англ.], 2009. — x, 364 p. — ISBN 978-1-5872-9783-0.
Ramon G. Reseña: [Richard Burger (ed.). The Life and Writings of Julio C. Tello: America's First Indigenous Archaeologist. Iowa City: University of Iowa Press, 2009] (исп.). Reserva Crítica. WordPress (30 марта 2013). Дата обращения: 20 декабря 2022.
Schreiber K. Review: [The Life and Writings of Julio C. Tello: America's First Indigenous Archaeologist by R. Burger] // Journal of Field Archaeology[англ.]. — 2010. — Vol. 35, no. 4. — P. 416—419.
- Murra J. La dimensión internacional de la obra de Julio C. Tello :  [исп.] // Histórica. — 1982. — Vol. 6, no. 1. — P. 53—63.
- Ramos A. Max Uhle — Julio Tello: una polémica académico-política en la conformación de la Arqueología peruana :  [исп.] // RUNA. — 2013. — Vol. 34, no. 2. — P. 197—214. — doi:10.34096/runa.v34i2.643.
- Valcárcel C. D. El archivo Tello :  [исп.]. — Lima : Tipografia Peruana, 1966. — 76 p.